# Retour vers le futur
Pour les articles homonymes, voir Retour vers le futur (homonymie).
Série Retour vers le futur
Retour vers le futur 2
(1989)
Pour plus de détails, voir Fiche technique et Distribution.
Retour vers le futur (titre original : Back to the Future) est un film de science-fiction américain réalisé par Robert Zemeckis, sorti en 1985.
L'intrigue du film relate les aventures de Marty McFly (Michael J. Fox), un adolescent qui voyage dans le passé à bord d'une machine à voyager dans le temps fabriquée par son ami le docteur Emmett Brown (Christopher Lloyd) à partir d'une voiture DeLorean DMC-12. Parti de l'année 1985 et propulsé le 5 novembre 1955, Marty, aidé du « Doc » de 1955, doit résoudre les paradoxes temporels provoqués par son passage dans le passé, et doit aussi trouver le moyen de faire fonctionner la machine pour retourner à son époque. Marty sera notamment confronté à ses parents, George (Crispin Glover) et Lorraine McFly (Lea Thompson) qui, à l'époque, sont encore des adolescents. Enfin, Marty devra lutter contre les stratagèmes d'un autre adolescent, Biff Tannen (Thomas F. Wilson).
Alors que le film était prévu comme film unique, son succès commercial a donné lieu à deux suites, Retour vers le futur 2 (1989) et Retour vers le futur 3 (1990), qui forment une trilogie et ont entraîné le développement d'une franchise sur divers supports.

## Synopsis
Hill Valley, le 25 octobre 1985. Marty McFly, un adolescent typique des années 1980, mène l'existence d'un garçon de son âge, celle d'un lycéen fana de musique. Son père, George McFly, timide, couard et ne supportant pas le conflit, s'écrase sans cesse devant son chef de bureau Biff Tannen, qui l'oblige à rédiger ses propres comptes rendus. La mère de Marty, Lorraine Baines-McFly a un penchant pour la boisson, son mariage avec George lui pesant. Très possessive et un peu vieux jeu, elle juge défavorablement la petite amie de son fils, Jennifer, qu'elle trouve trop émancipée. Marty a aussi un frère, Dave et une sœur, Linda, qui ont une vie d'Américains moyens comme le reste de la famille.
Marty a également pour ami un extravagant scientifique, le docteur Emmett Brown, que Marty surnomme « Doc ». Ce dernier, au terme de trente ans de recherches, a mis au point une machine à voyager dans le temps qu'il a intégrée dans une voiture DeLorean DMC-12 modifiée. Dans la nuit, Doc invite Marty à aller le rejoindre sur le parking d'un centre commercial pour lui faire une démonstration de son invention. Utilisant une télécommande pour faire démarrer le véhicule, Doc envoie la DeLorean (avec son chien Einstein à l'intérieur) une minute en avance dans le temps, sous l'œil effaré de Marty qui filme la scène avec son caméscope.

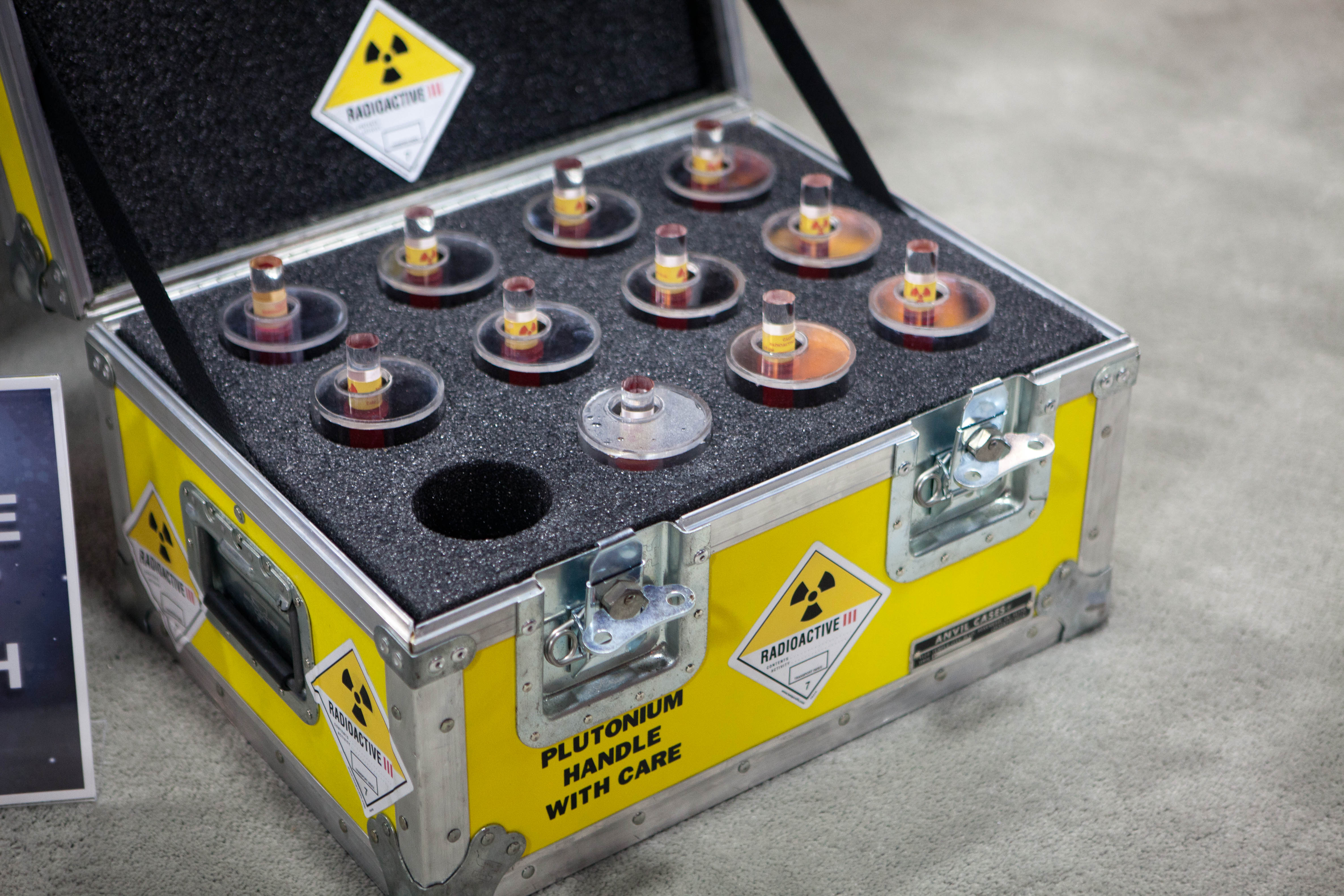
La caisse contenant le plutonium utilisé par Doc dans le film pour recharger la DeLorean.

À l'issue de l'expérience qui voit le retour de la voiture et d'Einstein sains et saufs, Doc explique à Marty que sa machine à voyager dans le temps a besoin de plutonium pour alimenter en énergie le « convecteur temporel » — le dispositif qui permet le voyage dans le temps — de la DeLorean. Doc lui précise que le convecteur a besoin de 1,21 gigawatts (2,21 « gigowatts » en VF) de puissance électrique nécessaire pour fonctionner. Après l'avoir équipé comme lui d'une combinaison anti-radiations et d'un masque à gaz, Doc refait le « plein » en plutonium de la machine (utilisant une pastille de plutonium qu'il sort d'une caisse) en prévision du voyage dans le temps qu'il s’apprête à effectuer vers le futur.
Mais, quelques instants après, des terroristes libyens surgissent en fourgonnette armés d’AK-47 et abattent Doc, car celui-ci les avait trompés en leur subtilisant le plutonium, qu'il devait au départ utiliser pour leur fabriquer une bombe. Marty, qui s'était caché, s'échappe avec la DeLorean, poursuivi par les Libyens. Mais, lors de la poursuite, il met involontairement en marche les circuits temporels de la voiture et franchit la barre des 88 miles par heure (141,62 km/h) — la vitesse nécessaire pour activer le convecteur temporel — et se retrouve projeté dans le temps à la dernière date entrée par Doc sur le boîtier de contrôle du convecteur temporel, le 5 novembre 1955.
Marty « atterrit » trente ans en arrière dans la grange d'un fermier, le vieux Peabody qui, le prenant pour un extraterrestre du fait de sa tenue étrange (combinaison anti-radiations jaune avec un énorme casque et un masque à gaz), lui tire dessus au fusil de chasse après que son fils (tenant un comic book de science-fiction) lui a affirmé qu'il était un mutant ayant pris forme humaine. Prenant peur, Marty s'enfuit à bord de la DeLorean.

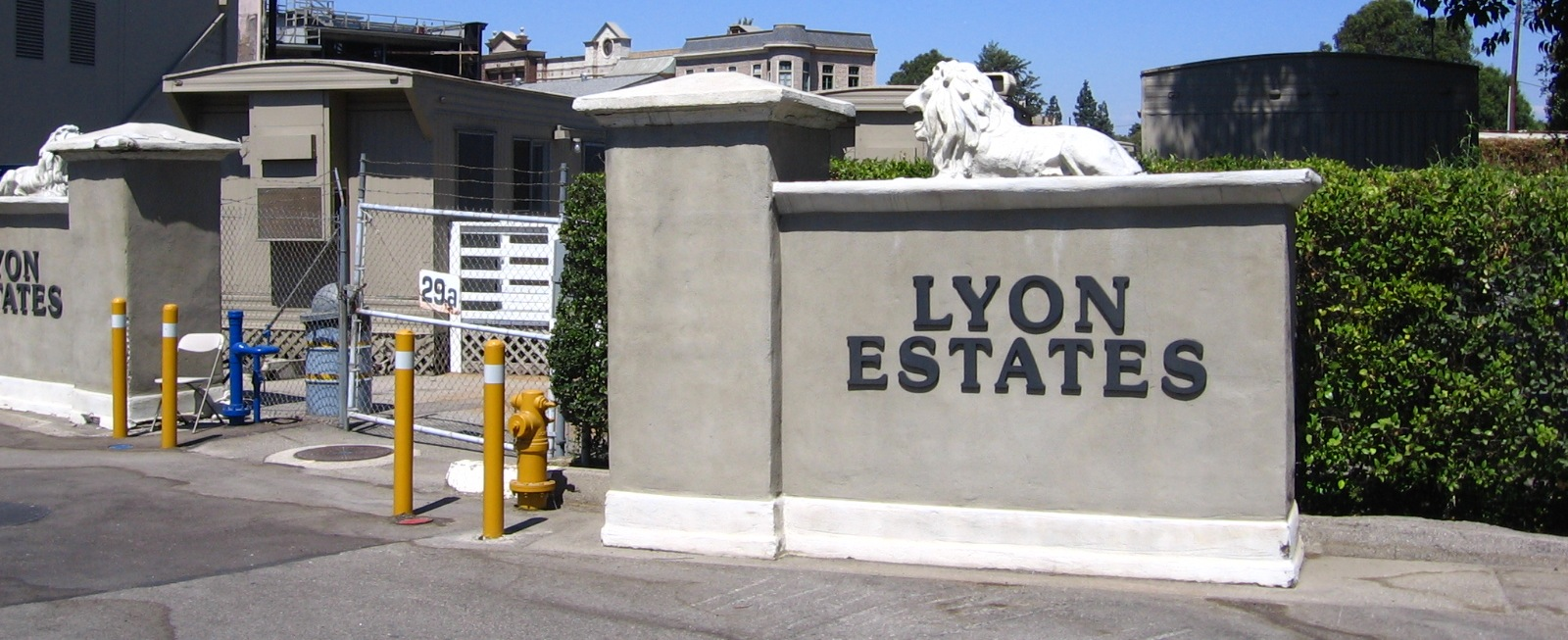
Décor du « Lyon Estate », lieu de résidence de la famille McFly dans le film.

Déboussolé, Marty poursuit sa route puis, reprenant ses esprits, freine brutalement alors qu'il arrive devant le « lotissement Lyon » (« Lyon Estates »), le lieu où il habite avec sa famille en 1985 qui, à cette époque, est encore en construction, perdu en pleine campagne. C'est alors que la voiture cale, refusant de redémarrer. Marty la cache derrière une grande pancarte puis se rend en ville à pied. Il y croise ses parents qui, en 1955, sont encore des adolescents.
Tout d'abord, il rencontre dans un café son père George (qui est harcelé par Biff) et, juste après, le sauve d'un accident de la circulation en étant renversé à sa place par la voiture de son grand-père maternel. Tombant inconscient, Marty se réveille le soir même, neuf heures plus tard, dans la chambre de sa mère, Lorraine Baines, à cette époque une adolescente en fleur. Mais Marty se rend rapidement compte, à son grand effarement, que sa mère est tombée amoureuse de lui. Invité à rester dîner chez les Baines, Marty part en catastrophe quand sa mère (qui ne sait évidemment pas qu'il est son futur fils) commence à le draguer avec insistance.
Essayant avant tout de retourner en 1985, Marty se rend ensuite à l'adresse d’Emmett Brown en 1955, pour le convaincre de l'aider. Surmontant ses sarcasmes (le Doc de 1955 le prenant pour un fou), Marty lui montre la DeLorean. Après réflexion, Doc se rend compte qu'il ne peut pas renvoyer Marty en 1985 car, en 1955, il est impossible de se procurer le plutonium nécessaire au convecteur temporel. Mais, quand Doc dit à Marty que seule la foudre pourrait produire une telle énergie, Marty lui répond qu'il sait, grâce à un prospectus de 1985, que la foudre va s'abattre dans une semaine sur le clocher de l'hôtel de ville, et amène Doc à envisager une solution. Après avoir défendu à Marty de ne rien faire durant cette semaine qui risquerait de perturber la trame temporelle, Doc apprend que celui-ci a déjà rencontré ses futurs parents et qu'il a donc déjà commencé à modifier l'avenir. Incidemment, les deux découvrent que cette intervention fait peu à peu disparaître Marty, son frère et sa sœur, d'une photo de famille que Marty avait montrée à Doc et que, si cela continue, Marty ne tardera pas à être « effacé de la réalité ». Marty a alors une semaine devant lui pour faire en sorte que ses parents tombent amoureux, afin que lui, son frère et sa sœur puissent naître, avant de repartir à son époque.

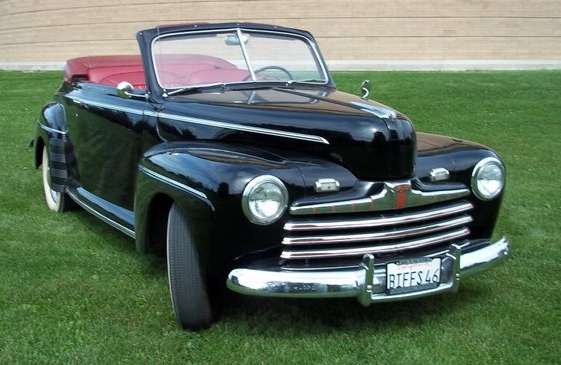
La Ford 46 de Biff Tannen dans le film.

Le lendemain, Marty revoit son père et tente de le convaincre d'aller à la « Féerie dansante des Sirènes » (le bal du lycée) avec Lorraine, alors que celle-ci est déjà tombée amoureuse de Marty et que Biff Tannen (qui tyrannisait aussi George à l'époque) a des vues sur elle. Dans un premier temps, George, intimidé, refuse d'essayer de sortir avec Lorraine. Mais Marty, usant d'un stratagème durant la nuit — déguisé avec sa combinaison anti-radiations en Dark Vador — menace George de lui faire fondre la cervelle s'il ne l'invite pas au bal. Il aide ensuite George à draguer Lorraine dans un café, mais Biff arrive, interrompt sa tentative et menace George. Marty provoque alors Biff et sa bande. Ceux-ci, en voulant le poursuivre en voiture, heurtent un camion transportant du fumier sous lequel ils sont ensevelis. Lorraine, impressionnée, suit alors Marty jusqu'à l'atelier de Doc (que Marty lui présentera comme étant son oncle) et lui demande d'être son cavalier au bal. Cependant, Marty accepte, imaginant un scénario où il se fera mettre KO par George après que Marty se sera montré trop entreprenant avec Lorraine avant le bal, dans la voiture garée sur le parking du lycée, afin que la jeune fille tombe sous le charme de son « sauveur ».
Le soir du bal, Marty, assis dans la voiture avec Lorraine, attend la venue de George pour appliquer le scénario qu'ils ont prévu. Mais sa mère, sous le charme de Marty, l'embrasse contre son gré ; cependant, celle-ci se rend compte que quelque chose ne va pas, ayant l'impression d'embrasser son « propre frère ». Sur ces entrefaites survient Biff, furieux contre Marty à cause de l'épisode du fumier, alors que Marty pensait que c'était George qui arrivait. Dans un premier temps, Biff veut se battre avec Marty mais, en voyant Lorraine dans la voiture, il remet Marty à ses amis (qui l'enferment dans le coffre de la voiture des musiciens du bal, non loin de là) et tente de violer Lorraine. C'est à ce moment que George arrive : ne reconnaissant pas Biff dans la voiture, il est surpris lorsque celui-ci se retourne et lui ordonne de partir. Mais George, pour la première fois de sa vie, décide de lui tenir tête. Biff sort alors de la voiture et lui fait une clé de bras. Lorraine, en essayant d'aider George, est jetée à terre par Biff qui se moque d'elle. Voyant cela, George se met en colère et trouve la force d'infliger à Biff un violent coup de poing, mettant ce dernier KO. Relevant Lorraine (qui tombe sous son charme), George l'emmène au bal. Pendant ce temps, les musiciens essaient de libérer Marty du coffre de leur voiture. Au cours de la manœuvre, le chanteur-guitariste se blesse à la main. Marty sort finalement du coffre et arrive juste à temps pour voir George mettre son coup de poing à Biff.
Puisque le musicien blessé, ne peut plus jouer de la guitare, Marty se propose de le remplacer afin que le bal ait bien lieu et que ses parents puissent amorcer leur histoire d'amour. Durant la danse des deux tourtereaux, George se fait pousser par un autre danseur, le séparant de Lorraine et provoquant le début de l’effacement temporel de Marty. Mais George, au dernier moment, repousse l'intrus et se décide à embrasser Lorraine, sauvant ainsi Marty, son frère et sa sœur, qui réapparaissent sur la photo. À la fin de la chanson, Marty, rendu joyeux par cet heureux dénouement, se laisse convaincre de jouer une dernière chanson, beaucoup plus rythmée. Il interprète alors Johnny B. Goode tandis que le chanteur blessé du groupe, qui se nomme Marvin Berry, appelle son cousin Chuck pour lui faire écouter un « son nouveau ». À la fin du morceau, Marty passe du style de Berry à celui de Jimi Hendrix (en jouant derrière sa tête) puis se déhanche au sol tout en jouant sous le coup de l'excitation, pour finalement s'arrêter sur une note aiguë et saturée. Se relevant, il dit alors au public (effaré par son attitude) qu'ils ne sont « pas encore prêts » pour ce genre de musique, mais que leurs enfants vont adorer, avant de s'esquiver de la scène.

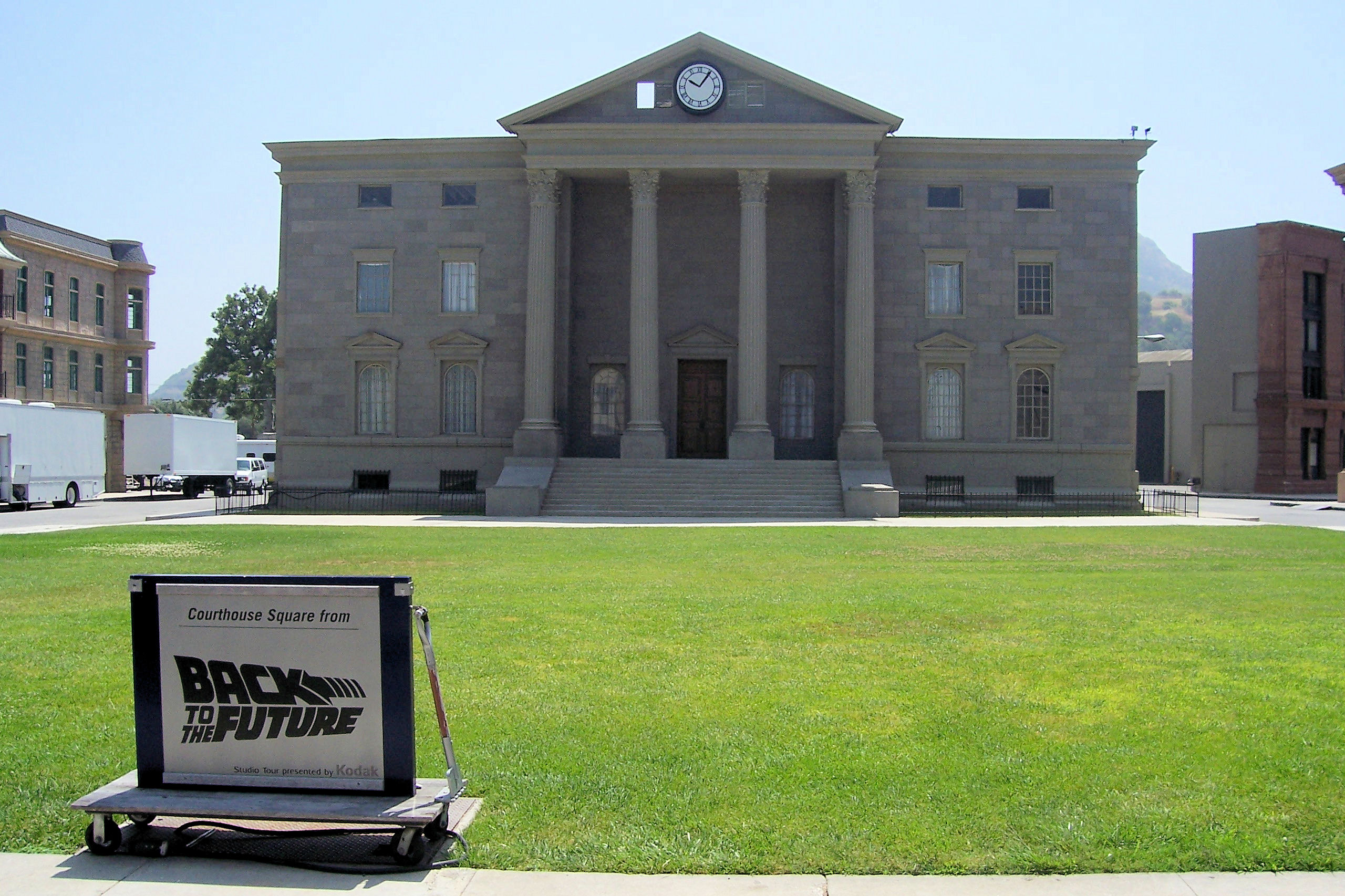
Décor de la façade de l'hôtel de ville de Hill Valley dans le film, avec son horloge.

Après avoir félicité ses parents pour leur couple (et leur avoir donné un conseil quant à leur comportement face à leurs futurs enfants), Marty se rend à l’hôtel de ville où Doc a tout planifié pour le voyage temporel vers 1985. Quand Marty veut prévenir Doc qu'il sera assassiné en 1985, celui-ci refuse et déchire la lettre que Marty avait écrite à ce sujet. C'est alors que l'orage provoque la déconnexion d'un câble reliant le dispositif de la DeLorean à l'horloge de l'hôtel de ville. Pressé par le temps, Doc court remettre le câble en place pendant que Marty, de son côté, se rend en voiture à l'endroit d'où il devra démarrer au bon moment pour atteindre les 88 miles à l'heure lorsque la foudre tombera sur le dispositif alimentant la DeLorean en énergie. Malgré les difficultés, Doc parvient à reconnecter les câbles juste à temps et Marty, au volant de la voiture, retourne en 1985.
Cependant, avant de quitter 1955, Marty avait modifié les réglages du convecteur temporel pour se donner quelques minutes en plus, espérant arriver en 1985 à temps pour prévenir Doc avant qu'il ne soit tué par les Libyens. Mais le minutage se révèle être quand même trop juste et Marty assiste de nouveau, impuissant, à la mort de Doc. Puis il voit son double de 1985 se rendre lui aussi dans le passé au volant de sa DeLorean, et les Libyens qui le poursuivaient avoir un accident. Mais, quand il arrive auprès du cadavre de Doc, il s'aperçoit que celui-ci est toujours vivant : Doc avait recollé puis lu la lettre de Marty de 1955 et avait, en prévision, revêtu un gilet pare-balles.
Quittant ensuite les lieux, Doc ramène Marty chez lui en pleine nuit et, avant de le laisser, lui annonce son intention de se rendre trente ans dans le futur. Marty lui suggère de lui rendre visite à cette époque et de faire attention.
Le lendemain, Marty remarque des changements chez lui : la maison est beaucoup mieux meublée ; son père George — qui est maintenant un écrivain de science-fiction à succès — a plus d'assurance ; sa mère Lorraine est en bien meilleure santé et heureuse de son mariage ; son frère et sa sœur ont également une vie bien plus attrayante. En revanche, Biff, qui n'est plus le chef de George mais un garagiste, respecte et craint son père. Enfin, Marty possède maintenant le 4x4 dont il avait rêvé avant de partir en 1955. Pendant qu'il admire son véhicule, Jennifer, sa petite amie, lui rend visite et Marty ne cache pas son soulagement de la revoir après tout ce temps (bien que, pour elle, seule une journée ait passé).
Tout à coup, la DeLorean surgit dans la rue ; Doc, bizarrement vêtu, en descend et dit à Marty de venir avec lui car il faut faire quelque chose pour ses enfants, à lui et à Jennifer. Montant dans le véhicule avec sa petite amie, Marty fait remarquer à Doc que la route est trop courte pour atteindre les 88 miles à l'heure. Mais Doc lui répond que, là où ils vont, ils n'ont « pas besoin de route » ; la DeLorean se met alors à décoller et part en volant vers le futur.

## Fiche technique
- Titre original : Back to the Future

Logo du film en version originale.

- Titre français : Retour vers le futur
- Réalisation : Robert Zemeckis
- Scénario : Robert Zemeckis et Bob Gale
- Musique : Alan Silvestri
- Storyboard : Simon Wells
- Directeur artistique : Todd Hallowell (en)
- Décors : Lawrence G. Paull
- Costumes : Deborah Lynn Scott
- Photographie : Dean Cundey
- Montage : Arthur Schmidt et Harry Keramidas
- Production : Bob Gale et Neil Canton (en)
- Production déléguée : Steven Spielberg, Frank Marshall et Kathleen Kennedy
- Société de production : Universal Pictures, Amblin Entertainment, U-Drive Productions
- Société de distribution : Universal Pictures, United International Pictures
- Société d'effets spéciaux : Industrial Light & Magic
- Effets spéciaux : Sam Adams, Richard Chronister, William A. Klinger, Kevin Pike (en), Kimberley Pike, Steve Suits, David Wischnack
- Budget : 19 000 000 de dollars[1]
- Pays de production :  États-Unis
- Langue originale : anglais
- Format : couleur (Technicolor) — 1,85:1 - Dolby Stéréo - 35 mm - Filmé avec du matériel Panavision
- Genre : science-fiction, comédie dramatique
- Durée : 116 minutes
- Classification :  (Parental guidance suggested) aux États-Unis[note 4] ; Tous publics en France (visa d'exploitation no 60856 délivré le 2 octobre 1985)[2]
- Dates de sortie :
  - États-Unis, Canada : 3 juillet 1985
  - France : 30 octobre 1985

## Distribution
- Michael J. Fox (VF : Luq Hamet) : Marty McFly
- Christopher Lloyd (VF : Pierre Hatet) : le docteur Emmett Brown, dit « Doc »
- Crispin Glover (VF : Dominique Collignon-Maurin) : George McFly, le père de Marty
- Lea Thompson (VF : Céline Monsarrat) : Lorraine Baines-McFly, la mère de Marty
- Thomas F. Wilson (VF : Richard Darbois) : Biff Tannen
- Claudia Wells (VF : Martine Regnier) : Jennifer Parker, la petite amie de Marty
- Marc McClure (VF : Éric Baugin) : Dave McFly, le frère de Marty
- Wendie Jo Sperber (VF : Françoise Dasque) : Linda McFly, la sœur de Marty
- George DiCenzo (VF : Jean-Pierre Moulin) : Sam Baines, le père de Lorraine en 1955
- James Tolkan (VF : Jean-Paul Tribout) : le proviseur Gerald[note 5] Strickland
- Frances Lee McCain (VF : Arlette Thomas) : Stella Baines, la mère de Lorraine en 1955
- George DiCenzo (VF : Georges Berthomieu) : Danny Parker, le père de Jennifer[note 6]
- Jeffrey Jay Cohen (VF : Franck Baugin) : Skinhead, un copain de Biff en 1955
- Casey Siemaszko (VF : Thierry Ragueneau) : 3-D, un copain de Biff en 1955
- Billy Zane (VF : Thierry Ragueneau) : Match, un copain de Biff en 1955
- Elsa Raven (VF : Paule Emanuele) : la femme faisant la quête pour sauver l'horloge de l'Hôtel de ville en 1985
- Norman Alden (VF : Marc de Georgi) : Lou Carruthers, le patron du café en 1955
- Donald Fullilove (VF : Gilles Laurent) : Goldie Wilson, le garçon de café en 1955, devenu maire de Hill Valley en 1985
- Will Hare (VF : Guy Piérauld) : « Pa » Peabody, dit « le vieux Peabody »
- Ivy Bethune : « Ma » Peabody
- Katherine Britton : la fille des Peabody
- Jason Marin (VF : Emmanuel Garijo) : Sherman, le fils des Peabody
- Jason Hervey (VF : Damien Boisseau) : Milton Baines, le petit frère de Lorraine en 1955
- Maia Brewton : Sally Baines, la petite sœur de Lorraine en 1955
- Harry Waters, Jr. (en) (VF : Pascal Nzonzi) : Marvin Berry, le chanteur-guitariste de l'orchestre du bal
- Courtney Gains (VF : Franck Baugin) : Mark Dixon, l'élève qui prend la place de Georges en dansant avec Lorraine lors du bal
- Johnny Green (VF : Damien Boisseau) : l'enfant dont Marty emprunte le chariot de skateboard en 1955
- Deborah Harmon (VF : Martine Messager) : la présentatrice TV en 1985
- Lisa Freeman : Babs, une copine de Lorraine en 1955
- Cristen Kauffman : Betty, une copine de Lorraine en 1955
- Richard L. Duran : le terroriste libyen avec l'AK-47
- Jeff O'Haco : le terroriste libyen qui conduit la fourgonnette
- Read Morgan (VF : Michel Gudin) : le policier en 1955
- George Buck Flower (VF : Georges Aubert) : Red, le clochard en 1985
- Charles L. Campbell (VF : Jean Roche) : la voix du bulletin météo à la radio en 1955

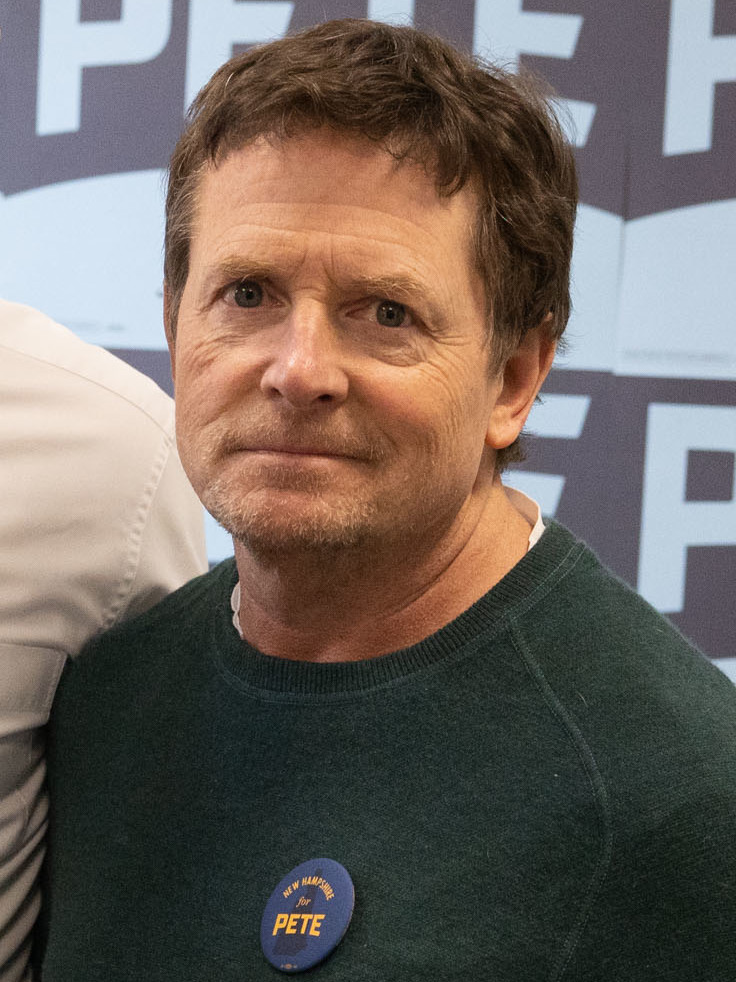
Michael J. Fox (Marty McFly)
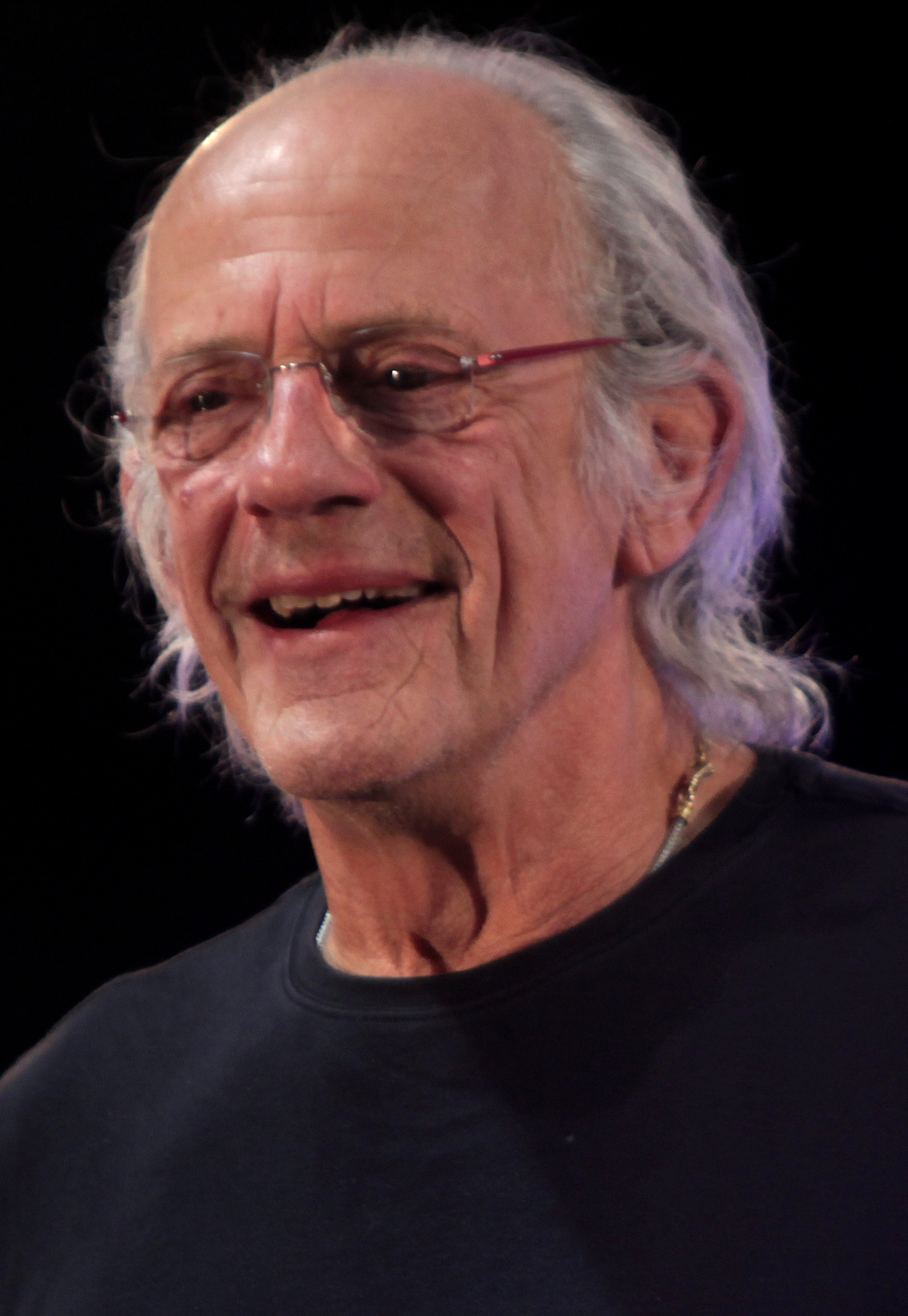
Christopher Lloyd (Emmett Brown)
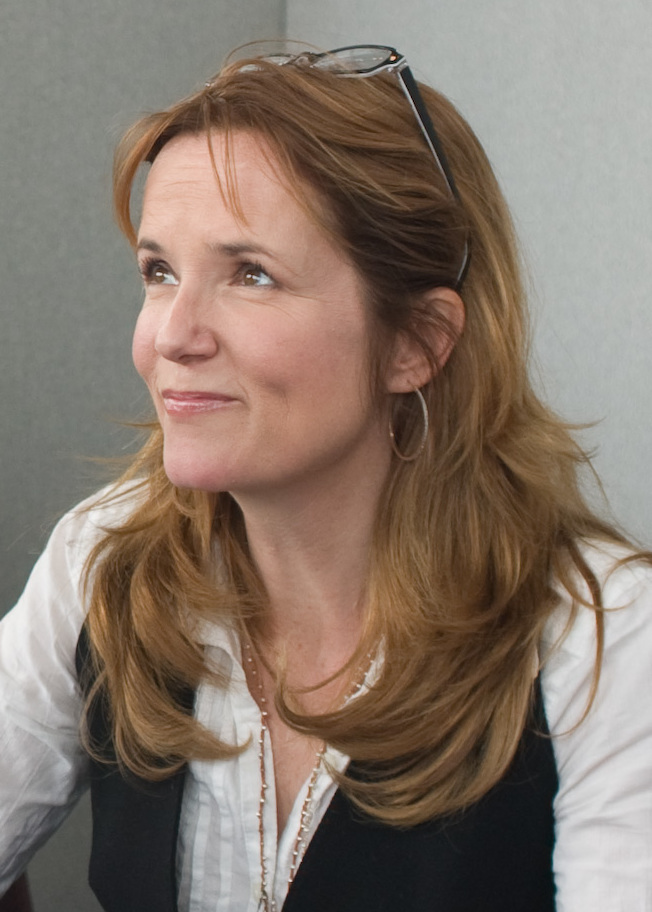
Lea Thompson (Lorraine McFly)
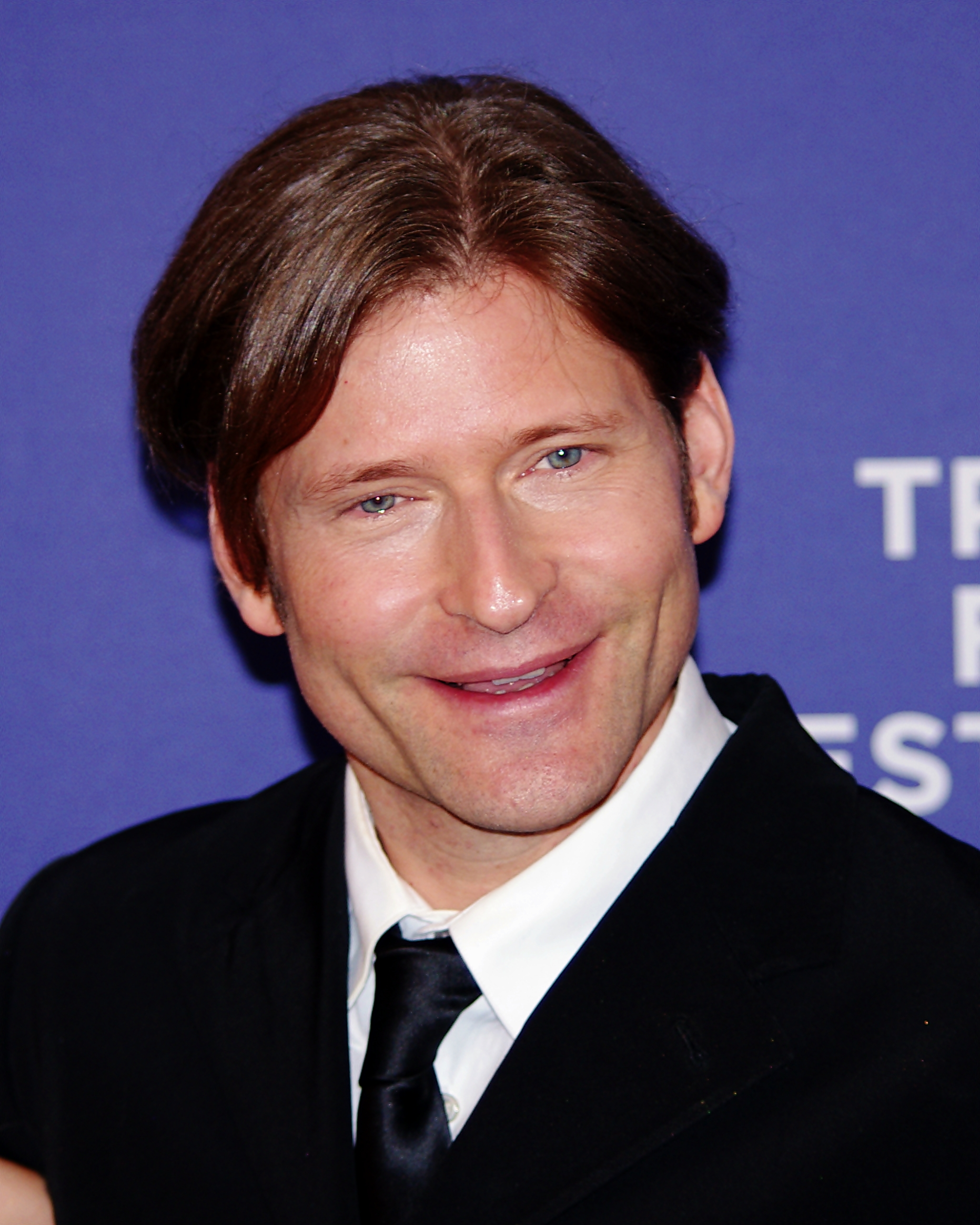
Crispin Glover (George McFly)
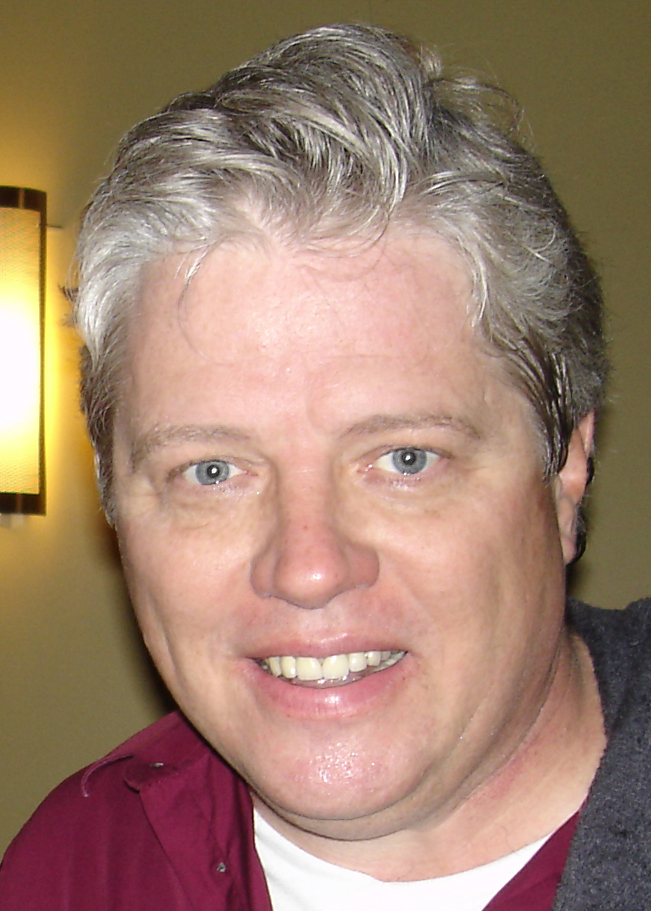
Thomas F. Wilson (Biff Tannen)

Sources et légende : version française (VF) sur Allodoublage
Plusieurs membres de l'équipe du film y font aussi une apparition (caméo) :
- le coordinateur des cascades Walter Scott : le conducteur de la Jeep en 1985, celle où Marty s'accroche avec son skateboard pour aller au lycée ;
- le musicien Huey Lewis (doublé en VF par Hervé Bellon) : le juge avec le mégaphone lors de l'audition des musiciens en 1985, à laquelle participe Marty ;
- le décorateur Hal Gausman : Red Thomas, le maire de Hill Valley en 1955 (sa photo est utilisée sur une affiche électorale).

Arbre généalogique de la famille McFly.

## Production

### Genèse
Bob Gale et Robert Zemeckis, camarades de l'école de cinéma de l'université de Californie du Sud, ont l'envie d'écrire un film sur le voyage dans le temps dès 1975 en pensant à la façon dont le futur était imaginé dans le passé, notamment dans le pavillon Futurama de l'Exposition universelle de New York 1939 conçu par Norman Bel Geddes et le Futurama II de celle de 1964. Seule l'idée générale leur vient : quelqu'un voyagerait dans le passé, y changerait quelque chose et, en revenant dans le présent, découvrirait que son monde ressemble désormais aux visions futuristes de l'époque d'où il revient ; ainsi qu'un titre, « Le Professeur Brown visite le futur ». Devenus des protégés de Steven Spielberg, Gale et Zemeckis parviennent à écrire deux petites comédies, Crazy Day (1978) et La Grosse Magouille (1980), dont Zemeckis est également le réalisateur. Gale et Zemeckis cherchent un sujet suffisamment original et populaire pour se distinguer par un grand succès afin de lancer durablement leurs carrières.
En 1980, Gale découvre par hasard, lors d'une visite chez ses parents, un yearbook de son père de l'époque du lycée. Il se demande alors s'il aurait pu être ami avec son père s'ils s'étaient rencontrés au lycée, une question à laquelle seul un voyage dans le temps pourrait répondre,. À son retour à Los Angeles, il parle de son nouveau concept à Robert Zemeckis, qui repense aux souvenirs de lycée parfois incohérents de sa mère, et plus généralement aux parents qui affabulent sur leurs souvenirs de jeunesse auprès de leurs enfants. L'idée les séduit : leur film s'appuierait sur le voyage dans le temps sans faire appel à des évènements ou personnalités historiques, en se centrant plutôt sur une famille, un propos plus personnel, davantage propice au comique. Zemeckis imagine par exemple une mère qui prétend n'avoir jamais embrassé un garçon à l'école, alors qu'elle était en réalité nettement moins sage.

### Développement

#### Premières versions du scénario et refus des studios
Bob Gale et Robert Zemeckis présentent le projet à Columbia Pictures, et concluent un accord de développement pour un script en septembre 1980. Zemeckis et Gale ont placé l'histoire en 1955 car, mathématiquement, selon eux, un adolescent de 17 ans qui voyage pour rencontrer ses parents du même âge, signifiait de voyager dans cette décennie. La période était marquée, notamment par l'ascension des adolescents en tant qu'élément culturel important, la naissance du rock 'n' roll et l'expansion des banlieues, qui feraient la saveur de l'histoire.

#### Fin alternative
Dans les premières versions du scénario, c'est l'explosion d'une bombe nucléaire lors d'un essai qui devait fournir les 2,21 gigawatts nécessaires pour que Marty McFly puisse repartir en 1985, et non la foudre qui s'abat sur l'horloge de l'hôtel de ville, reprenant ainsi le thème du conflit nucléaire, grande peur de ce début de Guerre froide (dans le film, le Doc de 1955 pense que son homologue de 1985 porte une combinaison anti-radiation à cause de retombées radioactives). L'essai nucléaire en question aurait dû être également mentionné en amont, lors d'un cours d'histoire auquel Marty participait. L'idée fut finalement abandonnée en raison de contraintes budgétaires.

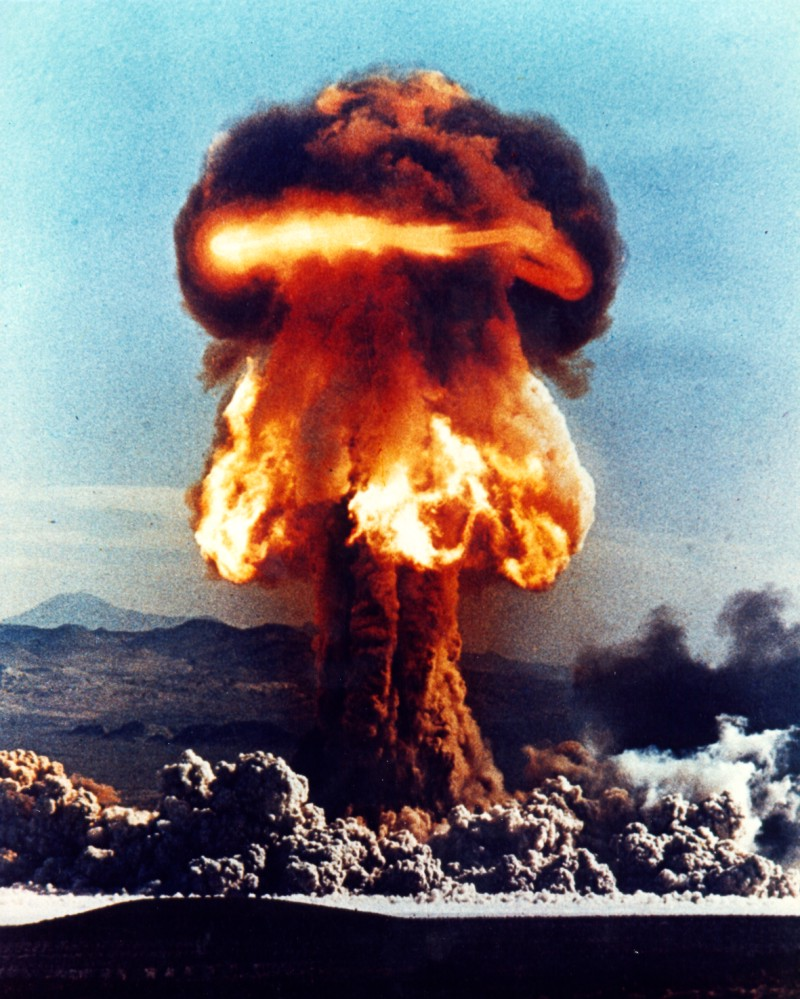
Champignon atomique d'un essai nucléaire en 1953.

Dans le storyboard de la scène présent notamment dans le coffret Blu-ray de la trilogie sorti en 2010,, après avoir été déposé par Doc en camion, Marty attend l'heure de l'essai nucléaire, caché dans une des maisons factices du site devant être atomisé, au Nevada, et entouré de mannequins. Au moment prévu, il prend le volant de la DeLorean, non sans avoir eu du mal à faire fonctionner les circuits temporels, tandis qu'Emmett Brown, qui observe la scène à bonne distance avec des jumelles, trouve dans sa poche une lettre que le jeune homme lui a écrite ; ce dernier tente alors de le convaincre par talkie-walkie de la lire afin de sauver sa vie, tout en changeant l'heure du retour sur le tableau de bord pour avoir un peu de temps devant lui et empêcher sa mort. Alors que la machine à voyager dans le temps prend de la vitesse, les militaires aperçoivent l'intrus s'approchant de la tour où se trouve la bombe et, pensant avoir affaire à un saboteur soviétique, décident de la lâcher précipitamment pour ne pas compromettre l'opération. Marty, qui a mis sa combinaison anti-radiation, et la DeLorean arrivent juste à temps à 88 mph lorsque l'engin explose et sont envoyés dans le futur avant que la déflagration n'anéantisse le site (habitations, végétations et mannequins). En 1985, à l'endroit même où la bombe a explosé 30 ans plus tôt, un groupe de touristes prend en photo une plaque commémorative de l'événement ; alors que l'un d'entre eux interroge le guide sur des phénomènes inexpliqués qui se seraient déroulés lors de l'essai, ce dernier lui répond simplement qu'il a vu trop de films, avant que la DeLorean ne débarque devant eux.
La scène de l'essai nucléaire sera reprise en partie dans le prologue du film Indiana Jones et le Royaume du crâne de cristal (2008) de Steven Spielberg, le personnage d'Indiana Jones réussissant à échapper à l'explosion atomique en s'enfermant dans un réfrigérateur (élément qui devait servir à l'origine comme machine à voyager dans le temps dans Retour vers le futur),.

### Écriture

Les différents allers et retours dans le temps des personnages principaux.

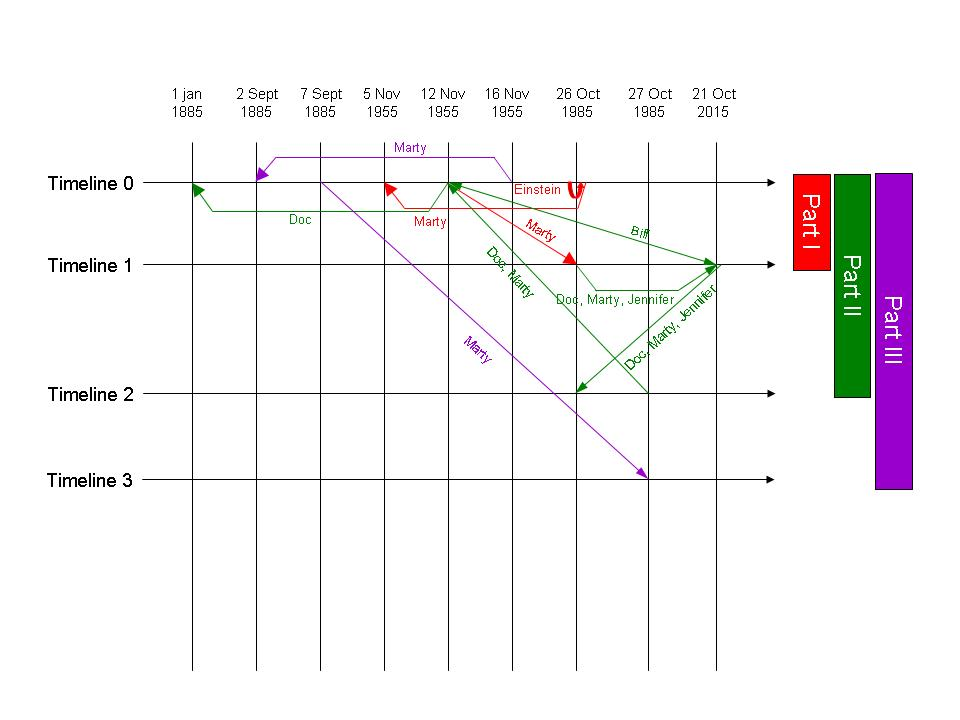
Autre représentation des différents allers et retours dans le temps des personnages principaux.

À l'origine, la machine à voyager dans le temps du film devait être un réfrigérateur. Pour fonctionner, celui-ci utilisait l'énergie d'une explosion atomique produite sur le site d'essais du Nevada afin de faire rentrer les utilisateurs de la machine chez eux. Mais l'idée est rapidement abandonnée, les auteurs craignant que des enfants n'essaient à leur tour de s'enfermer dans un réfrigérateur,. Par la suite, Robert Zemeckis imagine qu'il serait plus pratique que la machine à voyager dans le temps soit mobile. La voiture DeLorean DMC-12 est alors choisie, car sa conception (notamment sa carrosserie argentée et ses ailes papillon) contribue à crédibiliser le gag lors la scène avec la famille d'agriculteurs de 1955, quand ceux-ci prennent par erreur le véhicule de Marty pour une soucoupe volante. En outre, l'explosion atomique prévue à l'origine, jugée trop chère par les dirigeants d'Universal, est simplifiée.
Par ailleurs, les auteurs ont eu du mal à justifier les liens d'amitié entre les personnages de Marty et Doc, avant de créer l'amplificateur géant pour la guitare électrique de Marty dans l'atelier de Doc en 1985. Ils ont aussi résolu la relation œdipienne de Marty envers sa mère, en écrivant la ligne de dialogue pour Lorraine : « C'est comme si j’embrassais mon frère ».
Le personnage de Biff Tannen a été nommé d'après Ned Tanen, un directeur des studios Universal qui avait eu un comportement agressif lors d'une réunion sur le script du film Crazy Day.
Le premier projet de script de Retour vers le futur est achevé en février 1981. Columbia Pictures met le projet en « turnaround », un arrangement dans l'industrie du film dans lequel les droits d'un projet sont vendus à un autre. Selon Bob Gale, le studio pensait que leur projet « était un film très agréable, attirant et chaleureux, mais pas suffisamment sexuel ». Gale a ajouté que le studio avait suggéré qu'ils amènent leur projet chez Disney, mais les auteurs décident « de voir si un autre des grands studios voulait un morceau de nous ». Cependant, les autres grands studios rejettent leur script durant les quatre années suivantes, tandis que Retour vers le futur connaît plus de deux versions. Dans les années 1980, les comédies produites pour les adolescents (telles que Ça chauffe au lycée Ridgemont et Porky's) étaient osées et visaient les adultes, de sorte que le script de Retour vers le futur est généralement rejeté car il est jugé trop léger. Gale et Zemeckis décident finalement de le proposer à Disney, qui leur objecte que « l'histoire de la mère qui tombe amoureuse de son fils » n'est « pas appropriée pour un film familial sous la bannière Disney » », selon Gale.
Le duo tente alors de s'allier avec le réalisateur Steven Spielberg, qui avait récemment produit leurs films Crazy Day et La Grosse Magouille, deux échecs commerciaux. Spielberg est initialement absent du projet car Zemeckis craignait que s'ils produisaient un nouvel échec avec lui, Spielberg ne serait jamais plus en mesure de faire un nouveau film. Gale a déclaré que lui et Zemeckis avaient eu peur d'être perçus comme deux ratés, qui ne parvenaient à continuer de travailler dans le cinéma que grâce à leur amitié avec Spielberg. Un producteur est finalement intéressé par le script, mais se ravise lorsqu'il apprend que Spielberg n'est pas impliqué dans le projet. Zemeckis choisit alors de réaliser le film À la poursuite du diamant vert, qui rencontre un succès au box-office. Devenu un réalisateur connaissant le succès, Zemeckis approche Spielberg pour lui soumettre le concept de Retour vers le futur, et le projet est mis en place chez Universal Pictures.
Un des dirigeants d'Universal, Sidney Sheinberg, fait plusieurs suggestions pour le script : changer le prénom de la mère de Marty (initialement Meg) en Lorraine (le prénom de l'épouse de Sheinberg, l'actrice Lorraine Gary) ; changer le nom de « Professeur Brown » en « Doc Brown » et remplacer l'animal de compagnie de Doc, un chimpanzé, par un chien. Il souhaite également changer le titre du film en Spaceman from Pluto (« L'astronaute de Pluton »), convaincu qu'aucun film à succès n'a jamais eu le mot « futur » dans son titre. Sheinberg suggère aussi de présenter Marty comme un « Dark Vador de la planète Pluton » plutôt qu'un « extraterrestre de la planète Vulcain » quand Marty force son père à sortir avec sa mère. Enfin, il suggère que le nom du comics tenu par le fils du fermier en 1955 s’intitule Spaceman from Pluto, plutôt que Space Zombies from Pluto.
Consterné par le nouveau titre du film que Sheinberg veut imposer, Zemeckis demande l'aide de Spielberg qui, ensuite, dicte un mémo pour convaincre Sheinberg, dans lequel il lui indique qu'ils pensent que son titre est juste une mauvaise blague, l’embarrassant ainsi et laissant tomber l'idée de ce titre.

### Préproduction

#### Attribution des rôles

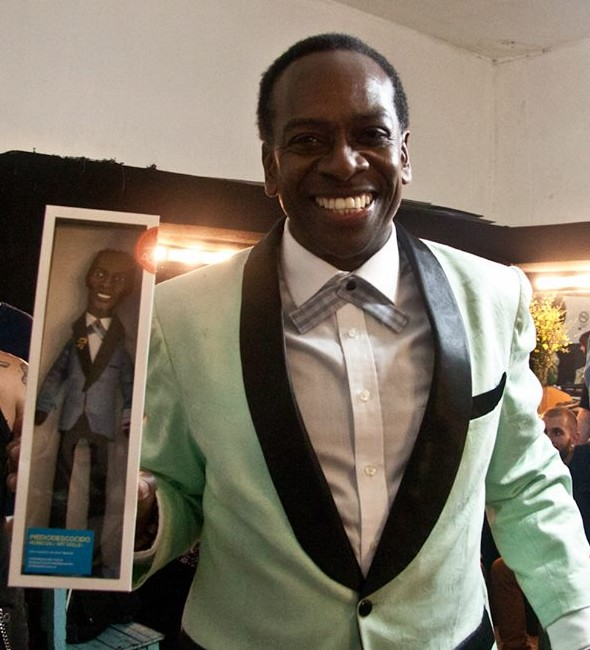
L'acteur Harry Waters Jr. en 2015, dans son costume de Marvin Berry, avec une poupée représentant le personnage.

L'acteur Michael J. Fox est le premier choix des réalisateurs pour incarner le personnage de Marty McFly mais, à l'époque, Fox tourne dans la série télévisée Sacrée Famille. Le producteur de ce feuilleton, Gary David Goldberg, refuse alors à l'acteur de tourner dans un film car la co-vedette de Fox dans Sacrée Famille, Meredith Baxter, est à l'époque en congé maternité. Retour vers le futur est initialement prévu pour sortir en mai 1985 et c'est seulement à la fin de l'année 1984 que Michael J. Fox apprend qu'il ne pourra pas y jouer. Les deux choix suivants pour ce rôle sont les acteurs C. Thomas Howell et Eric Stoltz, ce dernier ayant impressionné les producteurs après sa prestation dans le film Mask. En raison de la difficulté du casting, la date de sortie du film est repoussée à deux reprises.
Quatre semaines après le début du tournage de Retour vers le futur, Robert Zemeckis, insatisfait par la performance de Stoltz qu'il jugeait trop sérieuse et sombre , décide que celui-ci a été une erreur de casting et se sépare du jeune acteur. Zemeckis remplace aussi celle qui devait jouer le rôle de la petite amie de Marty, l'actrice Melora Hardin. D'après Spielberg, Zemeckis trouvait l'interprétation de Stoltz trop dramatique et dépourvue d'humour. Bob Gale a aussi expliqué qu'ils sentaient que Stoltz jouait simplement le rôle, tandis que Michael J. Fox avait une personnalité plus proche de celle de Marty McFly, ajoutant qu'il sentait que Stoltz était mal à l'aise en skateboard tandis que Fox ne l'était pas. Zemeckis et Spielberg décident alors de repartir de zéro, malgré le surcoût de 3 millions de dollars engendré, qui s'ajoute au 14 millions du budget du film.
Le calendrier de tournage de Michael J. Fox se dégage finalement en janvier 1985, lorsque Meredith Baxter retrouve la série Sacrée Famille après sa grossesse. L'équipe du film rencontre à nouveau Gary David Goldberg, qui accepte cette fois-ci que Fox fasse le film à condition que Sacrée Famille reste sa priorité, en cas de conflit de tournage[réf. à confirmer]. Michael J. Fox a affirmé aimer le script du film ; il a aussi été impressionné par la délicatesse de Zemeckis et Gale lorsque ceux-ci se sont séparés d'Eric Stoltz, étant donné qu'ils ont « dit beaucoup de bien de lui ». Fox s'est projeté dans le personnage de Marty McFly de façon très personnelle : « J'ai passé mon temps au lycée à faire du skateboard, courir après les filles et jouer dans des groupes. J'ai même rêvé de devenir une star du rock. » Lors de ses scènes en skateboard, il est doublé par les skateboardeurs professionnels Per Welinder (en) et Bob Schmelzer.
Christopher Lloyd obtient le rôle du personnage de Doc Brown après l'indisponibilité de l'acteur John Lithgow, qui était le premier choix des réalisateurs. Ayant travaillé avec lui sur le film Les Aventures de Buckaroo Banzaï à travers la 8e dimension, le producteur Neil Canton (en) lui propose le rôle mais Lloyd refuse, avant de changer d'avis après avoir lu le script, et grâce à l'obstination de son épouse. Lors du tournage, il improvise certaines de ses scènes en s'inspirant d'Albert Einstein et du chef d'orchestre Leopold Stokowski.
L'acteur Crispin Glover obtient le rôle du père de Marty, George McFly. Robert Zemeckis a affirmé que c'est Glover qui a improvisé une grande partie des manières ringardes de son personnage, à l'image de ses mains tremblantes. Zemeckis a aussi plaisanté en disant qu'il « jetait sans cesse un filet sur Crispin parce qu'il était complètement éteint environ cinquante pour cent du temps dans son interprétation du personnage ». À la suite d'un désaccord financier, Glover sera remplacé par l'acteur Jeffrey Weissman pour les deuxième et troisième volets du film.

#### Conception de la machine à voyager dans le temps

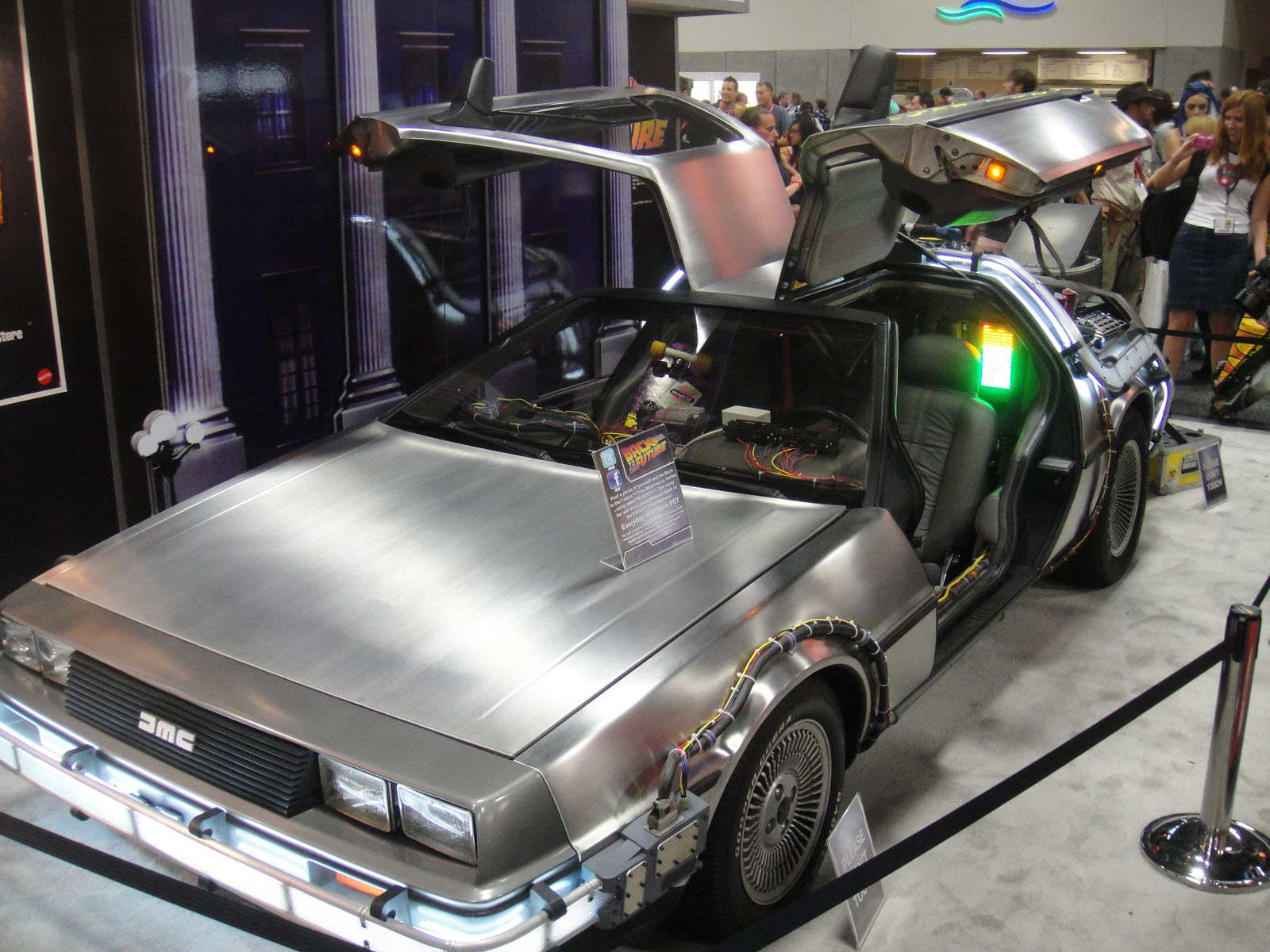
Une des DeLorean du film, exposée en 2011.

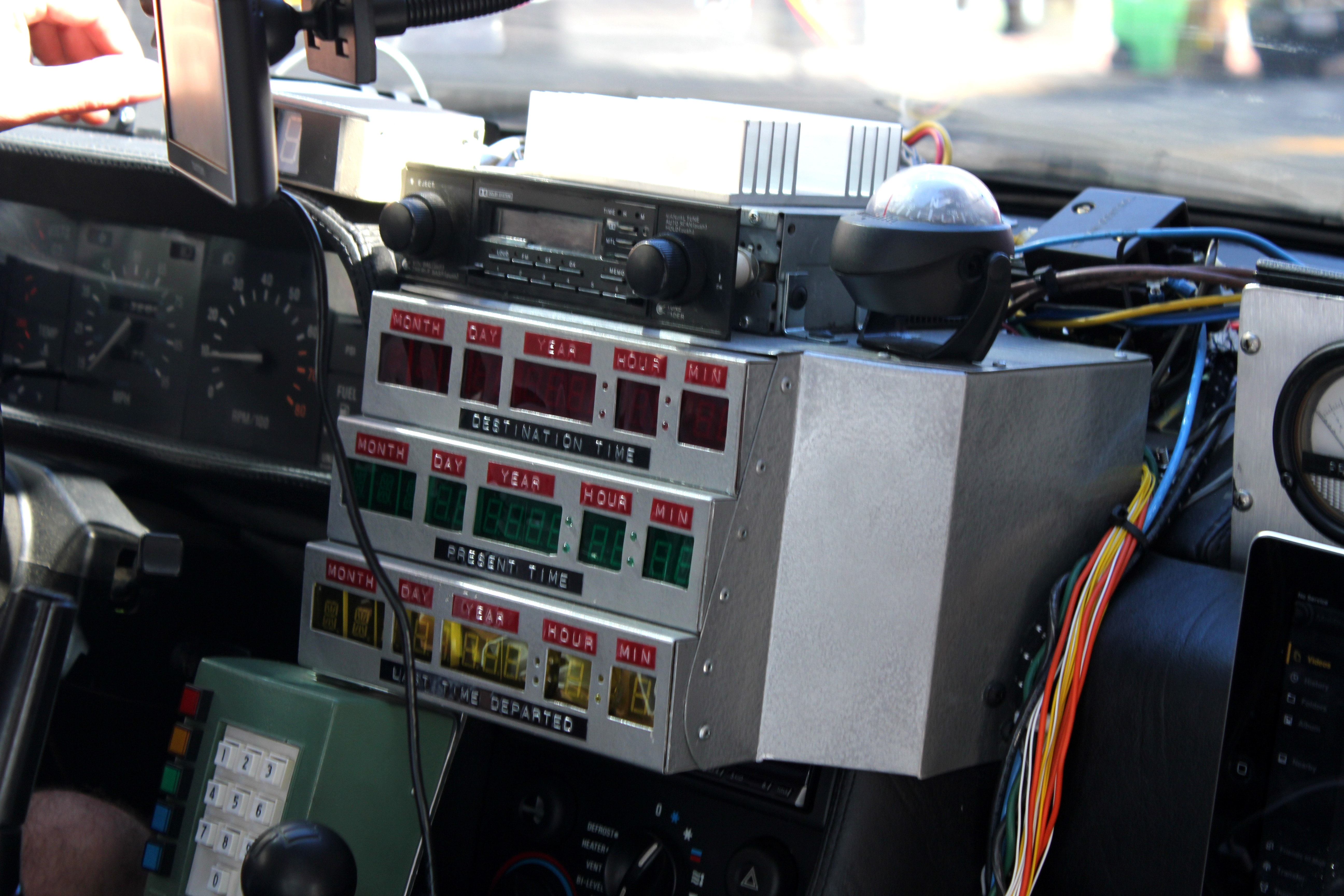
Réplique de l'intérieur de la DeLorean, avec notamment le tableau de bord du convecteur temporel.

Pour leur machine à voyager dans le temps, les scénaristes Bob Gale et Robert Zemeckis s’inspirent d'une voiture DeLorean DMC-12, en raison de son design futuriste pour l'époque : portes papillon et carrosserie en acier inoxydable). Une partie des pièces ajoutées au véhicule est achetée dans une casse de la NASA dans la vallée de San Fernando.
L'apparence de la voiture va évoluer au cours des trois épisodes, au gré des modifications apportées par le personnage de Doc. Les scénaristes voulaient une voiture donnant l'impression d'être « bricolée » par son créateur — un savant original et excentrique —, plus proche de l'expérimentateur que du théoricien. Ce désir a été matérialisé par l'ajout de nombreux fils électriques sur les côtés de la voiture et à l'arrière, près du réacteur alimentant le « convecteur temporel ».[réf. souhaitée]
Dans le film, la voiture présente aux personnages deux difficultés essentielles, qui seront un enjeu de taille tour à tour dans l'épisode I puis dans l'épisode III. Le voyage dans le temps s’effectue en effet seulement si deux conditions sine qua non sont remplies : le « convecteur temporel » doit être rechargé en énergie et la voiture doit atteindre la vitesse de 88 miles par heure (141,62 km/h).
Ces deux éléments sont indépendants l'un de l'autre. Le moteur de la DeLorean est alimenté par de l'essence ordinaire, tandis que le convecteur temporel nécessite lui une puissance de 1,21 gigawatt (2,21 « gigowatts » dans la VF, pour des raisons de synchronisation labiale) d’énergie électrique pour fonctionner. Le convecteur est tout d'abord alimenté par un réacteur nucléaire fonctionnant avec du plutonium puis, après les modifications apportées par Doc dans le futur (avec l'intégration d'un réacteur à fusion de la marque « Mr Fusion »), grâce à n'importe quel élément atomique (des détritus, en l’occurrence), supposant que la fusion de n'importe quel élément est maîtrisée dans le futur.[réf. souhaitée]

#### Décors et costumes
Certains décors de la ville fictive d'Hill Valey sont les mêmes que ceux utilisés pour Gremlins (1984), tourné dans le même backlot des studios Universal,.

### Bande originale
« [Au premier visionnage], j'en suis arrivé à la conclusion que les images n'avaient rien de spectaculaire mais les archétypes de l'histoire étaient formidables. L'amitié, le héros. J'ai écrit le thème principal en premier, loin du film. Je ne l'ai pas composé pour un moment précis mais je savais que j'avais besoin d'un thème héroïque qui pouvait pas être trop frappant, imposant ou excessif. Mais avec ce que doit faire et surmonter Marty, il est devenu la fondation de la bande originale. Même si ce n'est qu'un type dans une voiture, il pourrait tout aussi bien être sur un champ de batailles avec quatre mille chariots. C'est la même grandeur et la même portée en termes d'histoire »

— Alan Silvestri, 2015,.

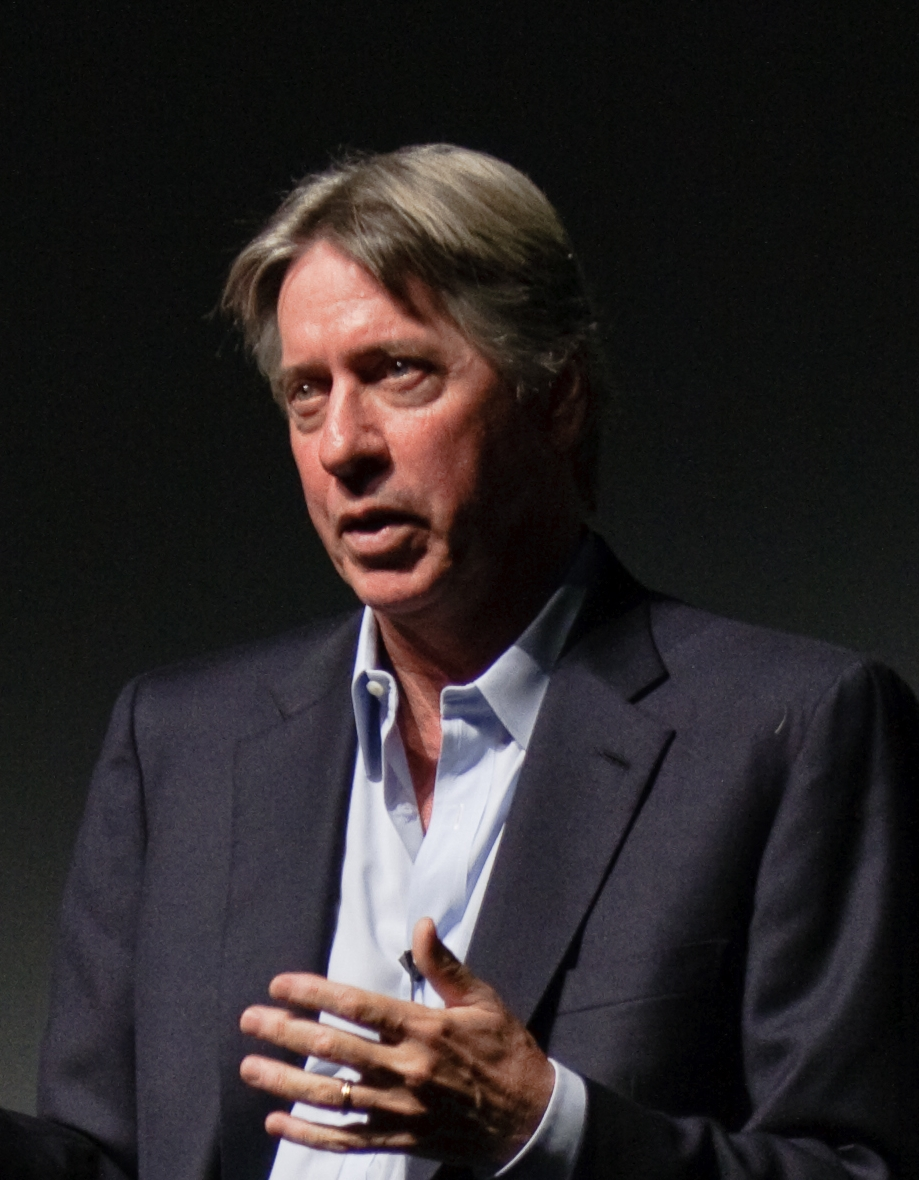
Alan Silvestri (ici en 2009) compose la musique de Retour vers le futur.

Alan Silvestri compose la bande originale de Retour vers le futur. Il avait déjà mis en musique À la poursuite du diamant vert (1984) pour Robert Zemeckis. Redoutant la faiblesse des images filmées, le manque de plans impressionnants, le réalisateur donne pour seule directive à Silvestri de livrer une musique « grandiose »,. En découvrant un premier montage du film peu après le tournage, alors agrémenté d'une musique provisoire empruntée aux meilleurs compositeurs hollywoodiens, Silvestri constate en effet la petitesse des décors (une ville moyenne, une place, des maisons ou le garage de Doc) ou des cadres, qui nécessite d'être contrebalancée par une musique orchestrale puissante, à la hauteur des enjeux de l'histoire,. Silvestri veut notamment élaborer un thème héroïque qui serait immédiatement reconnaissable, « dont quelques notes suffiraient à évoquer le reste, et quelque chose de construit où il y aurait un climax dans le thème lui-même ». Si À la poursuite du diamant vert reposait sur des synthétiseurs, le compositeur s'oriente désormais sur une musique orchestrale, propice à donner l'ampleur désirée, après une première expérience sur Une bringue d'enfer en 1984. Il bénéficie d'une formation d'une centaine de musiciens, le plus grand orchestre jamais réuni pour une bande originale, qu'il baptise The Outatime Orchestra. Les sessions d'enregistrement ont lieu aux studios de Burbank de mai à juin 1985. Silvestri peaufine sa partition à la suite de deux projections test. 

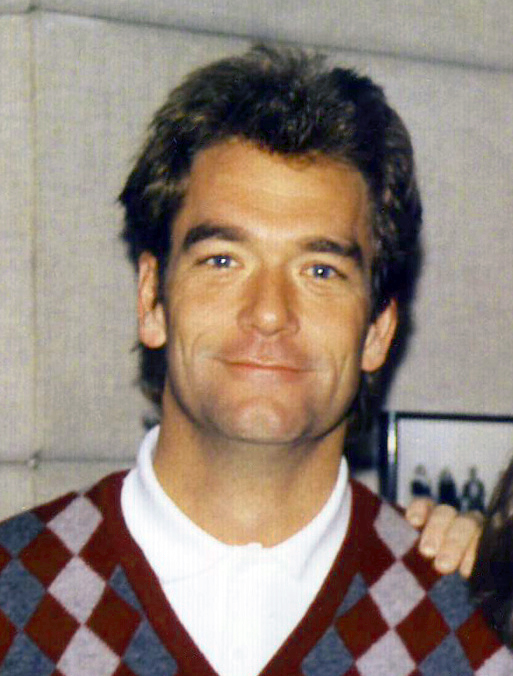
Spielberg et Zemeckis commandent deux chansons au groupe Huey Lewis and the News, The Power of Love et Back in Time.

Comme toute superproduction des années 1980, le film se doit d'être accompagné d'une chanson inédite. Spielberg, Zemeckis et Gale approchent le groupe de pop rock Huey Lewis and the News, auréolé du succès de l'album Sports,. Leur titre I Want a New Drug avait servi durant le tournage. Bien que flatté par l'offre, Huey Lewis avoue ne pas savoir composer une chanson pour un film et être peu enclin à en écrire une intitulée Back to the Future,. Zemeckis lui assure vouloir seulement un morceau de son cru, sans l'obligation de porter le titre du film,. Lewis leur soumet plus tard la maquette de The Power of Love, même si cette chanson d'amour lui paraît éloignée du scénario qu'il vient de lire,,. Zemeckis valide sa composition, employée lors du trajet de Marty en skateboard jusqu'au lycée et jouée par les Pinheads lors de l'audition, face au véritable Huey Lewis grimé,. Zemeckis et Gale lui demandent ensuite une deuxième chanson pour le générique de film : s'inspirant cette fois-ci de l'intrigue, Lewis et son clavériste Sean Hopper (en) écrivent Back in Time,.
Les titres inédits Back in Time, ainsi que Time Bomb Town de Lindsey Buckingham, de Fleetwood Mac, et Heaven Is One Step Away d'Eric Clapton, sont brièvement entendus en fond, à la radio, dans diverses scènes,. Les scénaristes souhaitaient un morceau de Van Halen pour réveiller George, lorsque Marty lui rend visite déguisé avec sa combinaison anti-radiations, mais le groupe de hard rock refuse : le guitariste Eddie Van Halen accepte de participer seul et réutilise un instrumental qu'il avait écrit pour Attention délires ! (1984).
D'authentiques chansons des années 1950 insufflent l'ambiance de l'époque,. Le superviseur musical Bones Howe (en), déjà dans l'industrie à cette période, est chargé de trouver les titres adéquats. Il puise principalement dans le catalogue du label MCA, rattaché à Universal. L'arrivée de Marty à Hill Valley est soutenue par le classique Mr Sandman par The Four Aces (en), paru en 1954,. Lorsqu'il entre au café, est diffusée La Ballade de Davy Crockett, interprétée par Fess Parker, générique du feuilleton Davy Crockett des studios Disney ; plus tard, on y entend The Wallflower (Dance with Me, Henry) (en) d'Etta James, chanson sortie en 1955, quand George McFly vient déclarer sa flamme à Lorraine. Pledging My Love (en) par Johnny Ace est entendu depuis le parking du bal dans la voiture en plein baiser volé de Lorraine à Marty,.

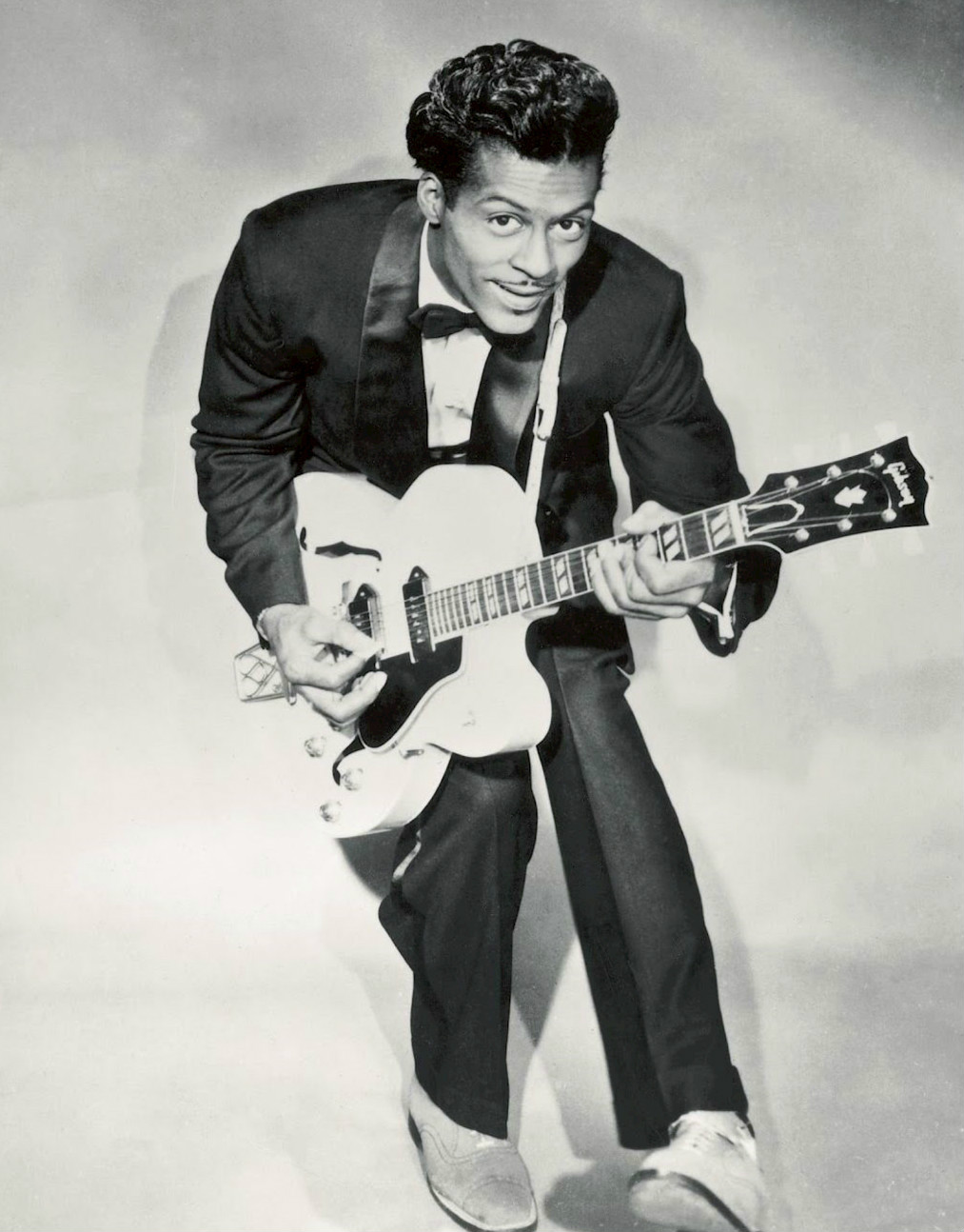
Marty s'illustre sur scène en reprenant Johnny B. Goode de Chuck Berry, avant même sa création.

Le morceau de bravoure demeure l'interprétation par Marty du révolutionnaire classique rock Johnny B. Goode, créé par Chuck Berry en 1957,. Paul Hanson (en) apprend à Michael J. Fox à le jouer à la guitare et le chorégraphe Brad Jeffries passe quatre semaines à lui enseigner les mouvements emblématiques de rock stars telles que Pete Townshend, Jimmy Page, Jimi Hendrix et Chuck Berry,. Toutefois, Fox chante et joue en playback,. Cet effort pour être synchrone offre un plus grand choix de plans au chef-opérateur Dean Cundey, sans chercher à dissimuler ses mains ou le filmer de dos. La guitare est enregistrée par Tim May (musicien de Lionel Richie) sur une Stratocaster de Valley Arts Guitars (en) et un ampli récent, alors qu'une Gibson ES-345 (en) — anachronique — apparaît à l'écran,. Dans son solo, May représente trente ans d'histoire de la guitare électrique, évoluant des sonorités typiques de Berry jusqu'à celles de Van Halen. Mark Campbell (en) prête sa voix sans être crédité, les auteurs voulant laisser croire que Fox chante lui-même,,,. Zemeckis et Gale ont préparé la scène sans avoir les droits de la chanson : longtemps réticent, Chuck Berry n'accorde son autorisation qu'à la veille du tournage, recevant 50 000 $.
Également au bal du lycée, outre le blues Night Train de 1951, l'acteur-chanteur Harry Waters Jr. (en), dans son rôle de Marvin Berry, chante la ballade rhythm and blues Earth Angel de The Penguins, parue en 1954,. Au cours de ce passage, Marty risque d'être effacé de la réalité lorsque George est éloigné de Lorraine par un autre persécuteur. Silvestri mêle la chanson à une composition orchestrale sinistre et oppressante, enchaîne les va-et-vient entre l'interprétation scénique et sa musique extradiégétique, jusqu'au silence lorsque George reprend Lorraine, avant une explosion de cordes et de cuivres pour le baiser final, étoffant la chanson par des arrangements riches et lyriques.
L'album Back to the Future: Music from the Motion Picture Soundtrack paraît en juillet 1985 chez MCA, en LP et en cassette, rassemblant deux morceaux de Silvestri, les deux chansons de Huey Lewis and the News, deux chansons attribuées au groupe fictif Marvin Berry and The Starlighters, la version de Johnny B. Goode du film créditée à Marty McFly, et trois chansons utilisées en arrière-plan en 1985 ou 1955,. L'album remporte un immense succès commercial avec neuf millions d'exemplaires vendus, de même que le single de The Power of Love,,,. Johnny B. Goode chanté par Marty sort également en single, parfois réuni avec le thème du film. Alors que l'album original négligeait le score de Silvrestri, une compilation plus riche de titres de la trilogie, réarrangés par John Debney pour l'Orchestre national royal d'Écosse, paraît en 1999. En 2009, le label Intrada dévoile finalement dans un double-album la bande originale orchestrale complète composée par Silvestri pour le premier film, ainsi que de nombreuses versions alternatives au ton plus sérieux et sombre,.

### Scènes coupées
- Peu après le départ de Biff de la maison des McFly, Marty tente de faire comprendre à son père George qu'il faut savoir dire « non » dans la vie. Puis un marchand de cacahuètes vient frapper à la porte et propose une vente. George lui achète un sachet au grand désarroi de son fils.
- Lorsqu'il découvre la date du 5 novembre 1955 sur le journal, Marty demande à une passante de le pincer pour le cas où il serait en train de rêver. Cette dernière, pensant que Marty lui dit une chose obscène, le gifle.
- Doc Brown fait ses observations sur sa future invention puis jette un coup d'œil aux bagages du vieux Doc restés dans le coffre de la DeLorean. Il y découvre notamment un sèche-cheveux (que Marty utilisera plus tard pour faire peur à George) dont il ne comprend pas l'utilité ainsi qu'un magazine érotique et une paire de chaussures qu'on le verra porter lors de la scène de l'horloge plus tard dans le film (expliquant ainsi le fait qu'elles arborent une fermeture à Velcro, technologie à peine brevetée en 1955).
- Lorsqu'il arrive au lycée, Marty trouve Lorraine (sa future mère) dans une salle de classe. Il la découvre en train de tricher à un devoir et en ressent de la honte.
- La scène de la visite de Marty en extra-terrestre dans la chambre de George, au milieu de la nuit, comporte un passage en plus. Dans cette scène on peut constater que sur certains plans, Marty ne porte pas le sèche-cheveux à la ceinture. Cela est dû aux deux écritures de cette scène, où Marty menace George avec ce sèche-cheveux, ce qui n'est pas le cas dans celle qui apparaîtra au montage.
- Lorsque Marty explique le plan à George pour séduire Lorraine, il demande à celui-ci de faire un test en lui donnant un coup à l'estomac.
- Quand l'agent de police demande à Doc s'il a une autorisation pour son « expérience météo », celui-ci lui sort de son portefeuille un billet de 50 $, laissant supposer qu'il achète son silence. Peu après, Doc demande à Marty ce qui l'angoisse.
- Lorsque George regarde l'horloge du gymnase, il constate qu'il est presque 21 heures, et que sa montre s'est arrêtée. Il se précipite à la cabine téléphonique et appelle un opérateur pour s'assurer de l'heure. La bande de Biff l'enferme alors à l'intérieur en barrant la porte de la cabine. Georges appelle à l'aide Strickland qui passait par là, mais ce dernier décide de ne pas le délivrer, considérant que cela lui sert de leçon.

### Post-production

#### Effets spéciaux
Durant le tournage, Ken Ralston et son équipe de l'Industrial Light & Magic (ILM), société spécialisée les effets spéciaux, les images de synthèse et l'animation, commence à travailler sur les effets spéciaux, qui n'en contient finalement que trente-deux dans tout le film. La plupart d'entre eux sont des effets spéciaux optiques, comme les scènes de la tempête sur l'hôtel de ville, la DeLorean lorsqu'elle traverse le temps et le plan final où elle décolle vers le futur. La plupart des effets, sont une combinaison entre les plans réels filmés, l'animation et la pyrotechnie. C'est grâce à cette dernière technique, qu'il a été possible de faire les traînées de feu que la voiture à voyager dans le temps laisse sur la route après avoir atteint les 88 miles à l'heure, ou encore la scène de la foudre. Zemeckis et Bale qui veulent « l'éclair le plus spectaculaire de l'histoire du cinéma », font appel à Wes Takahashi (en), superviseur et chef-animateur d'effets spéciaux qui travaille déjà sur le film pour ILM. Chargé de représenter à l'écran la DeLorean lorsqu'elle démarre pour sauter à travers le temps, Takahashi se voit également confier la scène de l'orage qui frappe l'horloge de l'hôtel de ville, ainsi que celle du courant électrique qui traverse le câble pour alimenter la voiture.
Concernant la scène finale, un modèle réduit du véhicule a spécialement été réalisé par le département maquettes d'ILM. Dans une interview donnée à Cinefex (en) en 1985, Ken Ralston déclare qu'il s'agit d'une « des plus belles maquettes qu'ils ont jamais construite » et qui pourrait resservir s'il était décidé de faire une suite au film, pour faire voler la DeLorean dans le futur.
Enfin, la scène où la main de Marty se dissout, a couté 10 000 $. Dans un premier temps, Zemeckis souhaite un trou grandissant au centre de la main, mais devant le résultat donné (comme si Marty avait reçu un tir de bazooka), il choisit d'adoucir la scène et opte finalement pour un effacement progressif dans la main. À cause du planning serré de la post-production et du manque de temps pour perfectionner le plan, cet effet sera jugé comme « acceptable » par le réalisateur.

#### Montage et projections tests
Dès le 18 mai 1985, une version de travail est projetée à un public test au cinéma Century 22 de San José (Californie) où à la demande de Robert Zemeckis, aucun cadre d'Universal Pictures n'assiste, à l'exception du directeur marketing Ed Roginski, estimé comme ami de la production. À l'issue de la projection, la salle est euphorique. Comme souvent dans les projections test, le public est invité à remplir une fiche d'évaluation avec cinq choix possibles pour indiquer ce qu'il a pensé du film, entre « excellent », « très bien », « moyen », « mauvais » ou « nul » : Retour vers le futur obtient un score de 96 % dans les deux premières catégories, un pourcentage qu'aucun film d'Universal n'avait obtenu jusqu'alors.

Informé par l'engouement suscité, le président d'Universal Sidney Sheinberg demande à Zemeckis, une nouvelle projection au Hitchcock Theatre, salle à l'intérieur des studios de la société cinématographique. D'abord réticent, le réalisateur accepte finalement à la condition qu'il n'y ait pas uniquement des cadres d'Universal (qui selon lui, n'étaient pas prêts à voir une comédie), mais aussi du public. Par rapport à la première projection, le film est raccourci de sept minutes ; plusieurs scènes sont coupées au montage, notamment quand Marty arrive en 1955 sur la place de l'hôtel de ville et qu’il demande à une femme de le pincer pour s'assurer qu'il ne rêve pas. En réponse, cette dernière le gifle. Cette deuxième diffusion entraîne des réactions similaires voire supérieures à la première. Cela pourrait être dû au fait que la moitié de la bande originale d'Alan Silvestri est désormais intégrée dans le film, notamment, les musiques de la scène de l'orage sur l'hôtel de ville pour retourner en 1985. À propos de cette projection, Steven Spielberg déclare : 

« Lorsque j'ai vu Retour vers le futur terminé pour la première fois, j'ai pensé que c'était le film le plus intéressant, le plus contagieux, et le plus comiquement irrévérencieux, fait depuis longtemps. La réaction tonitruante des spectateurs de l'avant-première était semblable à celle du public lors des projections test des Dents de la mer et de E.T.. Elle faisait partie de l'expérience Retour vers le futur. La foule a applaudi spontanément en six occasions. Les rires étaient assourdissants et le tonnerre d'applaudissements prolongés à la fin était la plus grande ovation qu'on pouvait faire à Bob Zemeckis, Bob Gale, Michael J. Fox, Christopher Lloyd et Sid Sheinberg. »

Fort du succès de cette deuxième projection, Sheinberg est particulièrement enthousiaste et formule une requête à la production : que le film sorte la semaine du 3 juillet au lieu du 19 juillet. Cette date avancée du 3 juillet, nécessite que l'équipe de post-production travaille « littéralement vingt-quatre heures sur vingt-quatre », une vitesse qui ne s'est jamais vue pour un film de cette envergure. Elle entraîne l'embauche de personnel supplémentaire — pour notamment le doublage, les effets sonores, le bruitage, le mixage, l'étalonnage et l'intégration des effets spéciaux finaux — ce qui engendre donc des frais additionnels financés par Universal ; Sheinberg voulant absolument que le film sorte le mercredi 3 juillet.

## Exploitation et accueil

### Sortie et promotion
Retour vers le futur devait au départ sortir en salles au Memorial Day 1985 (23 mai) mais le changement de l'acteur principal allonge la durée de tournage prévue, repoussant la sortie au 19 juillet. Avec le franc succès des projections tests, le président d'Universal Sidney Sheinberg réclame d'avancer la sortie au 3 juillet, même si cela nécessite un supplément de budget et l'accélération de la post-production.
L'illustrateur Drew Struzan est engagé pour concevoir l'affiche du film, sur recommandation de Spielberg, pour lequel il avait livré celles d'E.T. et Les Aventuriers de l'arche perdue, après avoir travaillé sur La Guerre des étoiles de George Lucas. Pour la promotion, des spots télévisés sont diffusés avec des extraits du film. La scène où Marty demande au Doc « Vous voulez me dire que j'aurais un ticket avec ma mère ? » est la plus souvent utilisée, au grand étonnement du réalisateur qui aurait pensé qu'Universal mettrait davantage en avant les éléments de science-fiction, plutôt que cette phrase d'accroche pour attirer le plus possible de public.
Comme prévu, Retour vers le futur sort le mercredi 3 juillet dans 1 341 salles, soit neuf semaines et demie après la fin du tournage. Lors du premier week-end d'exploitation, il rapporte 11 152 500 $ de recettes pour une diffusion dans 1 420 salles (considéré à l'époque comme un chiffre astronomique), le plaçant en tête du box-office américain devant Pale Rider, le cavalier solitaire de Clint Eastwood, Rambo 2 : La Mission de George Cosmatos, Cocoon de Ron Howard et La Forêt d'émeraude de John Boorman.

### Accueil critique
À l’époque de sa sortie en salles, Retour vers le futur reçoit des critiques mitigées, notamment de la part de la presse française :
Parmi les avis positifs :

« Un exploit enchanteur qui s'accompagne aussi d'un retour aux fifties, très habile, à une ancienne fureur de vivre qui fait rêver aujourd'hui, sans oublier l'hommage au rock et à ses pionniers. […] Il faut donc saluer l'intelligence des prouesses de la mise en scène, qui ne se résume pas aux effets techniques, aux trucages époustouflants, mais réussit le mariage du style futuriste et rétro comme au temps fabuleux des surréalistes. »

— Anne de Gasperi, Le Quotidien de Paris

« film de chouchou, premier de la classe et particulièrement surdoué pour ratisser tous azimuts [...] gags poilants qui valaient bien le déplacement [...] un honnête tourbillon de rigolade dont l'efficacité stylistique (en quatrième vitesse) fait avaler, comme tout ce qui touche à Spielberg, les habituelles abjections xénophobes et le message taraudeur sur "l'Amérique qui gagne". »

— Gérard Lefort, Libération

« On accepte ou non, on vibre ou non à cette charge démente concoctée par ces purs cinglés de cinéma que sont ceux de la bande à Spielberg, le producteur du film. Ne projetons pas notre moralisme sur ce conte déchaîné franchement drôle, témoignage paroxystique d'une société qui ne doute de rien. »

— Louis Marcorelles, Le Monde

« Cette comédie pétillante, et haute en couleurs, […] menées à un rythme trépidant, interprétées par des comédiens craquants et bénéficiant de nombreux effets spéciaux, ces réjouissantes aventures ont tout pour plaire. »

— Édouard Huber, Famille chrétienne

« Retour vers le futur, spectacle agréable et délassant, risque, avec le temps, de devenir un film de référence. »

— Robert Chazal, France-Soir
D'autres critiques émettent un jugement plus négatif :

« Cette mouture comédie S.F.-pop-corn a beau avoir battu des records d'entrées aux États-Unis, elle a beau être un pur produit de l'école Spielberg-Zemeckis, on a bien du mal à y voir autre chose qu'une exploitation facile de l'imagerie rock'n'roll et (encore) une glorification un peu bêta de l'Amérique, une ! »

— Stella Molitor, Première

« […] un des plus consternants navets qu'ait produit la bande à Spielberg… […] Retour vers le futur est le ramassis d'images le plus inoffensif que l'Amérique nous ait envoyé depuis des années. Quant à Bob Zemeckis, son amour des mouvements d'appareils pour rien, son manque de temps absolu dans la direction d'acteurs, sa conception hystérique de la mise en scène en font d'ores et déjà le prétendant idéal de Tavernier américain. »

— Louis Skorecki, Libération,

« Back to the future, dites-vous ? On a plutôt envie de dire No Future. Pour l'instant, entre la guimauve faussement nostalgique et l'hémoglobine communiste, vous n'avez que l'embarras du choix. »

— M.P., Le Matin
Sur le site agrégateur de critiques Rotten Tomatoes, le film obtient un score de 96 % d'avis positifs, sur la base de 84 critiques collectées et une note moyenne de 8,80 sur 10 ; le consensus du site indique : « Inventif, drôle et à couper le souffle, [Retour vers le futur] est une aventure passionnante de voyage dans le temps avec un esprit inoubliable ». Sur Metacritic, le film obtient une note moyenne pondérée de 87 sur 100, sur la base de 26 critiques collectées ; le consensus du site indique : « Acclamation générale » (Universal Acclaim). En France, le site Allociné lui donne une note de 3,6 sur 5, sur la base de 5 critiques collectées.

### Box-office
Retour vers le futur sort aux États-Unis dans 1 341 salles et démarre en tête du box-office pour son premier jour d'exploitation avec 1 729 890 $ de recettes et un total de 14 745 039 $ de recettes pour son premier week-end d'exploitation. Il prend également la tête du box-office pendant trois semaines avec 57 173 008 $ de recettes engrangées et avec une combinaison de salles variant jusqu'à 1 550 salles durant toute sa durée d'exploitation en salles. Le film chute à la seconde place au profit de National Lampoon's European Vacation,, en ayant totalisé 73 161 888 $ de recettes en quatrième semaine, dont 66 639 288 $ en quatrième week-end, mais reprend vite dès la semaine suivante la première place du box-office durant huit semaines d'affilée avec un total de 151 187 560 $, dont 150 110 865 $ en huit week-ends. Finalement, le long-métrage totalise 210 609 762 $ de recettes sur le territoire américain, ce qui est un véritable succès commercial, au vu de son budget de production de 19 millions de dollars américains, soit l'équivalent de 41 millions de dollars américains de 2013. Avec 59 millions d'entrées il est le film ayant rencontré le plus grand succès aux États-Unis durant l'année 1985.
Il fut également un succès à l'étranger, totalisant 170 500 000 $, portant ainsi le box-office mondial à 381 109 762 $ de recettes.
En France, Retour vers le futur rencontre un succès commercial avec 3 457 648 entrées, se classant à la 4e place du box-office français de l'année 1985.

### Postérité
Steven Spielberg reprend à son compte l'idée de l'essai nucléaire dans le prologue du film Indiana Jones et le Royaume du crâne de cristal (2008), où le personnage d'Indiana Jones réussit à échapper à l'explosion atomique en s'enfermant dans un réfrigérateur (élément qui devait servir à l'origine comme machine à voyager dans le temps dans Retour vers le futur), tandis qu'une ville test factice est détruite comme dans les premiers storyboards,.

## Distinctions

### Récompenses
- Oscars 1986 :
  - Oscar du meilleur montage sonore pour Charles L. Campbell and Robert Rutledge ;

### Nominations
- Oscars 1986 :
  - nomination à l'Oscar du meilleur scénario original
  - nomination à l'Oscar de la meilleure chanson originale pour The Power of Love
  - nomination à l'Oscar du meilleur son pour Bill Varney, B. Tennyson Sebastian, Robert Thirlwell et William B. Kaplan
- Golden Globes 1986 :
  - nomination au Golden Globe du meilleur acteur dans un film musical ou une comédie pour Michael J. Fox ;
  - nomination au Golden Globe du meilleur film musical ou de comédie ;
  - nomination au Golden Globe du meilleur scénario ;
  - nomination au Golden Globe de la meilleure chanson originale.

### Hommages
- 2005 : inscription sur la Liste du BFI des 50 films à voir avant d'avoir 14 ans, établie par le British Film Institute.
- 2007 : inscription au National Film Preservation Board pour conservation à la Bibliothèque du Congrès américain.

## Autour du film
- Au début du projet, la machine à voyager dans le temps devait être, non pas une voiture mais un réfrigérateur. C'est Steven Spielberg, lorsqu'il a rejoint la production, qui a imposé ce changement car il ne voulait pas que des enfants s'enferment dans des réfrigérateurs en voulant imiter le film.
- La montre portée par Michael J. Fox est la Casio CA-53W (en)[53].

Christopher Lloyd porte deux montres : la Seiko A826 au poignet droit, l'Armitron (en) Calculator Watch au poignet gauche.

### Autres références

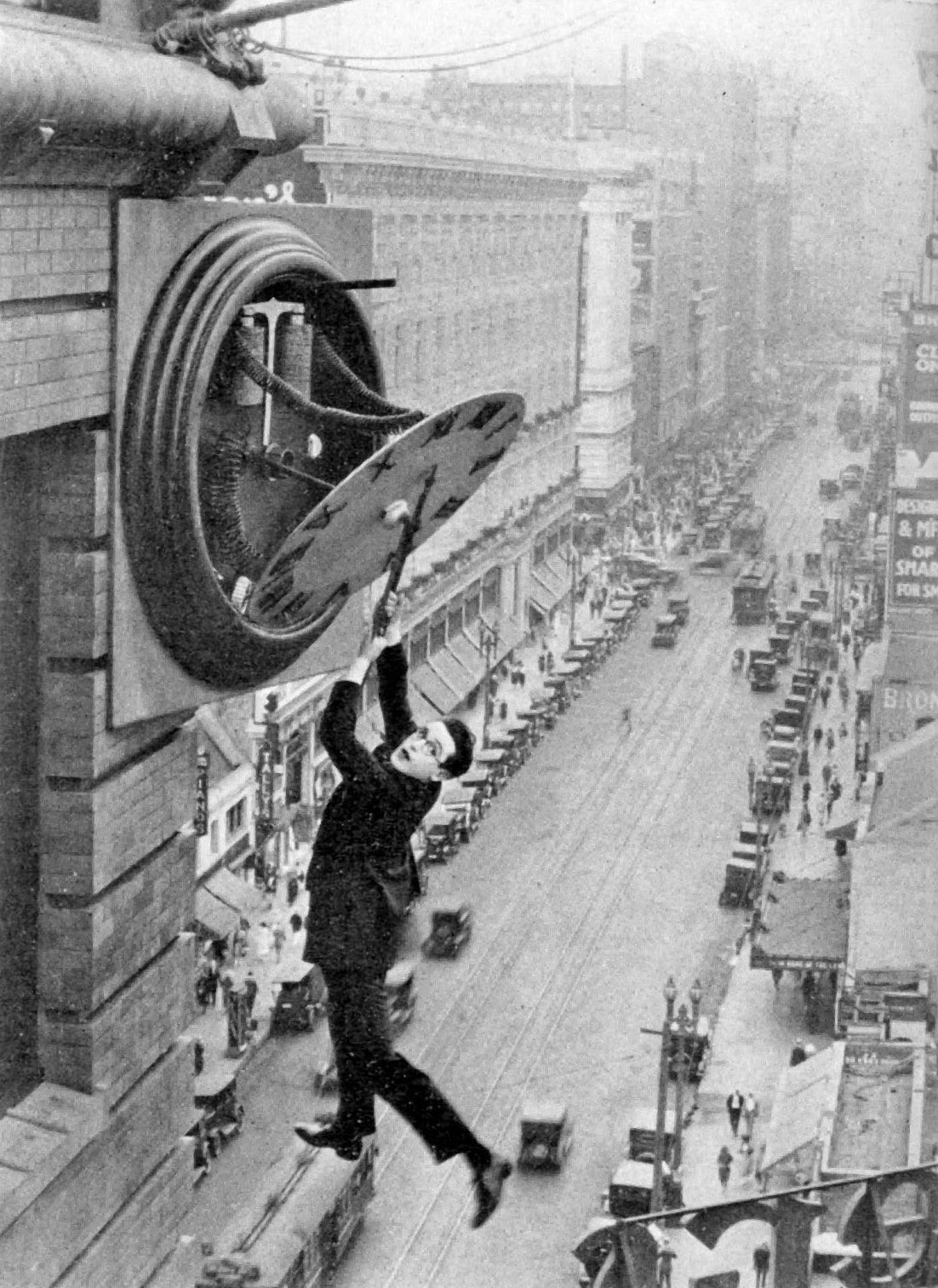
Retour vers le futur fait plusieurs fois référence à cette scène célèbre du film Monte là-dessus ! (Safety last!).

## Suites

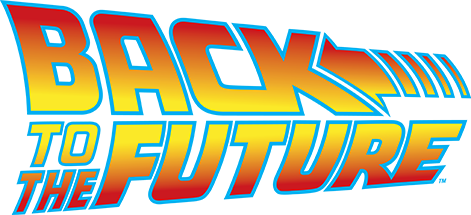
logo du film

### Inspirations

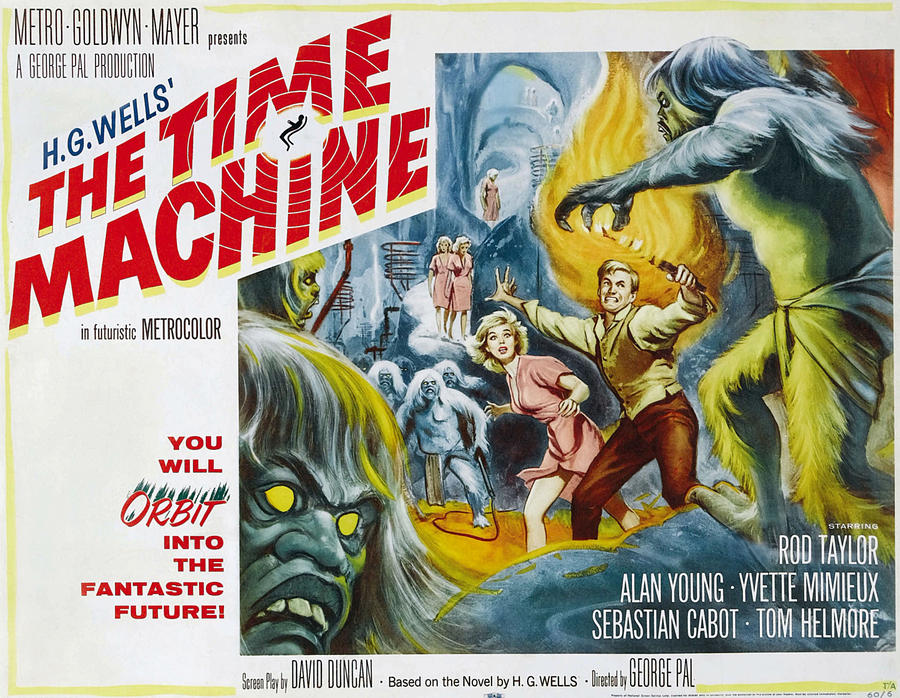
Retour vers le futur est particulièrement influencé par le film de 1960 adapté de La Machine à explorer le temps de H. G. Wells.

### La famille et le destin

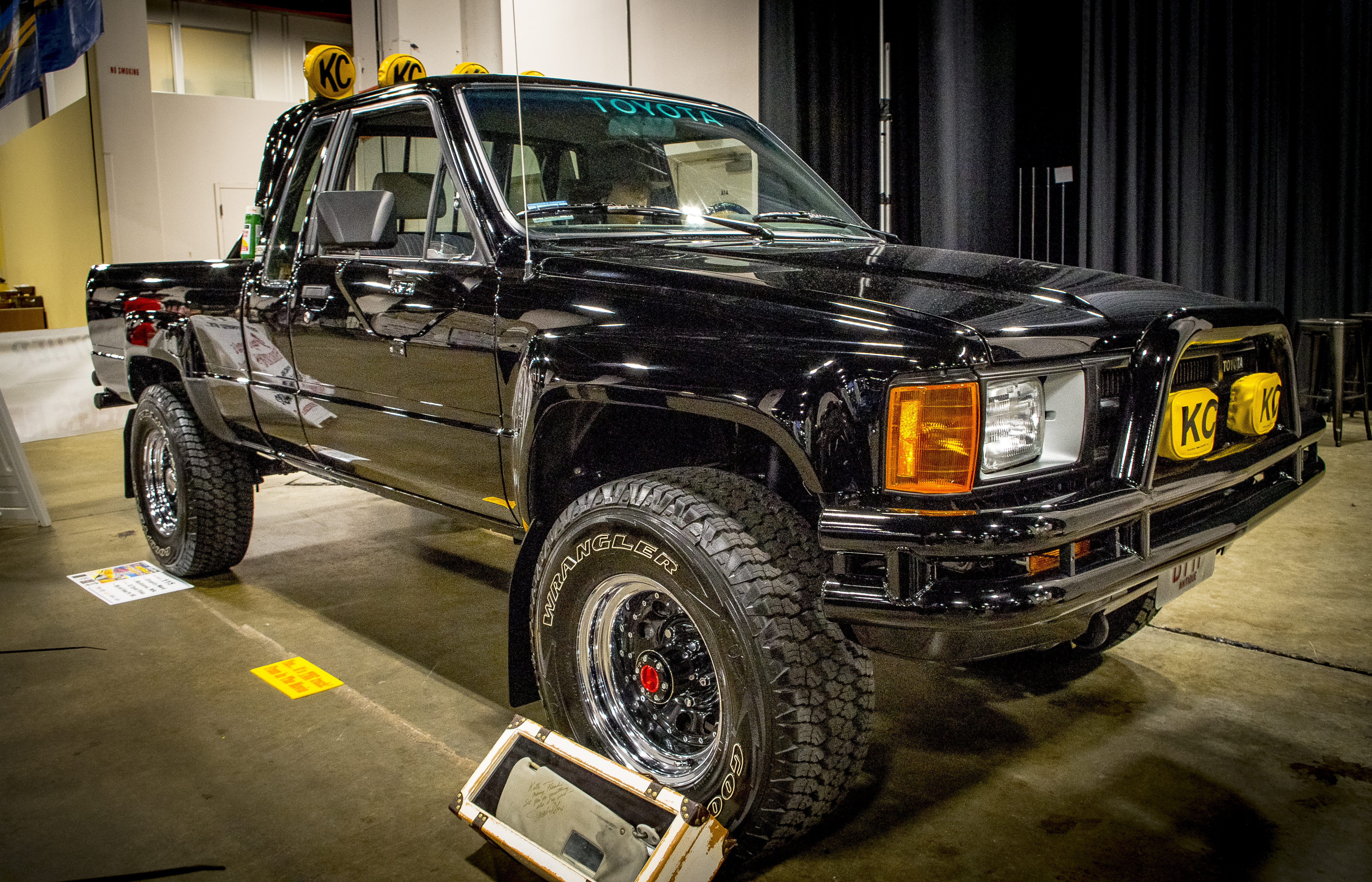
À la fin du film, le pick-up Toyota SR5 que Marty reçoit en cadeau illustre la réussite matérielle de la famille McFly, transformée par le voyage dans le passé.

### Une vision des États-Unis

Michael J. Fox, sa petite-amie Nancy McKeon, Nancy et Ronald Reagan à la Maison-Blanche en octobre 1985. Retour vers le futur semble épouser l'idéologie de l'ère Reagan par son incarnation du rêve américain, de l'initiative personnelle et de la foi envers le progrès technologique.